# 19. Oktober
Der 19. Oktober ist der 292. Tag des gregorianischen Kalenders (der 293. in Schaltjahren), somit bleiben 73 Tage bis zum Jahresende.

## Ereignisse

### Politik und Weltgeschehen
- 0202 v. Chr.: Der Sieg der Römer unter Publius Cornelius Scipio Africanus über die Karthager unter Hannibal in der Schlacht von Zama in der Nähe von Karthago entscheidet den Zweiten Punischen Krieg.
- 0439: Die von der Iberischen Halbinsel gekommenen Vandalen unter König Geiserich erobern Karthago, das an Stelle von Hippo Regius neue Residenz der Vandalen und Stützpunkt ihrer Flotte wird.
- 1216: Durch den Tod seines Vaters Johann Ohneland wird Heinrich III. im Alter von neun Jahren König von England.
- 1303: Die Stadt Siegen erhält das Soester Stadtrecht.
- 1453: Die Truppen des französischen Königs Karl VII. nehmen das in englischer Hand befindliche Bordeaux ein. Nach dem Hundertjährigen Krieg verbleibt somit Calais als einziger Besitz der Engländer auf dem Festland.
- 1466: Der Zweite Frieden von Thorn beendet den Dreizehnjährigen Krieg zwischen dem Deutschen Orden auf der einen und dem Preußischen Bund und dem von Kasimir dem Jagiellonen geführten Königreich Polen auf der anderen Seite. Die Macht des unterlegenen Deutschen Ordens ist damit endgültig gebrochen.
- 1765: Mit der Unterzeichnung der Burloer Konvention wird der bis dahin umstrittene Grenzverlauf zwischen dem Herzogtum Geldern als Provinz der Vereinigten Niederlande und dem Hochstift Münster verbindlich geregelt.

1781: Die Kapitulation von Lord Cornwallis

- 1781: Die Kapitulation der Briten unter General Charles Cornwallis in der Schlacht von Yorktown entscheidet den Amerikanischen Unabhängigkeitskrieg.
- 1805: Im Dritten Koalitionskrieg besiegen Napoleons Truppen unter Michel Ney ein österreichisches Heer unter Karl Mack von Leiberich in der Schlacht bei Elchingen.
- 1810: Der zum Thronfolger von Schweden gewählte französische Marschall Jean-Baptiste Bernadotte konvertiert gemäß den schwedischen Vertragsbestimmungen vom katholischen zum protestantischen Glauben.
- 1812: Nach dem Scheitern des Russlandfeldzuges verlässt Napoléon mit den Resten der Grande Armée Moskau. Es beginnt ein fluchtartiger Rückzug aus Russland, der sich bis in den Dezember hinzieht.

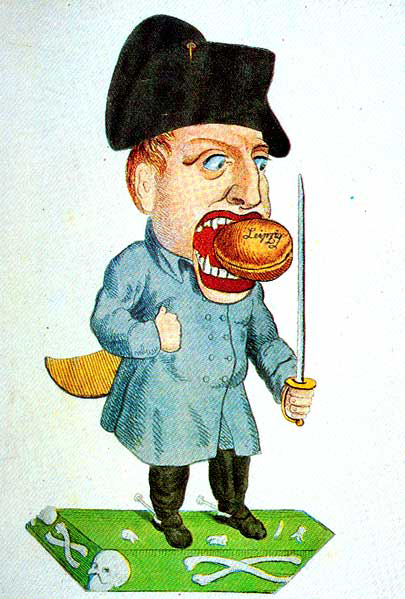
1813: Zeitgenössische Karikatur: Leipzig als harte Nuss für Napoleon

- 1813: Die Völkerschlacht bei Leipzig während der Befreiungskriege endet mit der entscheidenden Niederlage Napoleon Bonapartes und dem Einmarsch der verbündeten preußischen und russischen Truppen in Leipzig.
- 1856: Madschid bin Said wird als Nachfolger von Sayyid Said erster Sultan von Sansibar und begründet damit nach längeren Wirren um die Thronfolge das von Oman unabhängige Sultanat Sansibar, welches die gesamte Küste Ostafrikas beherrscht.
- 1864: In der Schlacht am Cedar Creek im Sezessionskrieg besiegen die Nordstaaten die Südstaaten unter empfindlichen eigenen Verlusten.
- 1864: Im St.-Albans-Vorfall berauben aus Kanada eingereiste konföderierte Soldaten drei Banken im US-Bundesstaat Vermont und erbeuten 208.000 US-Dollar.

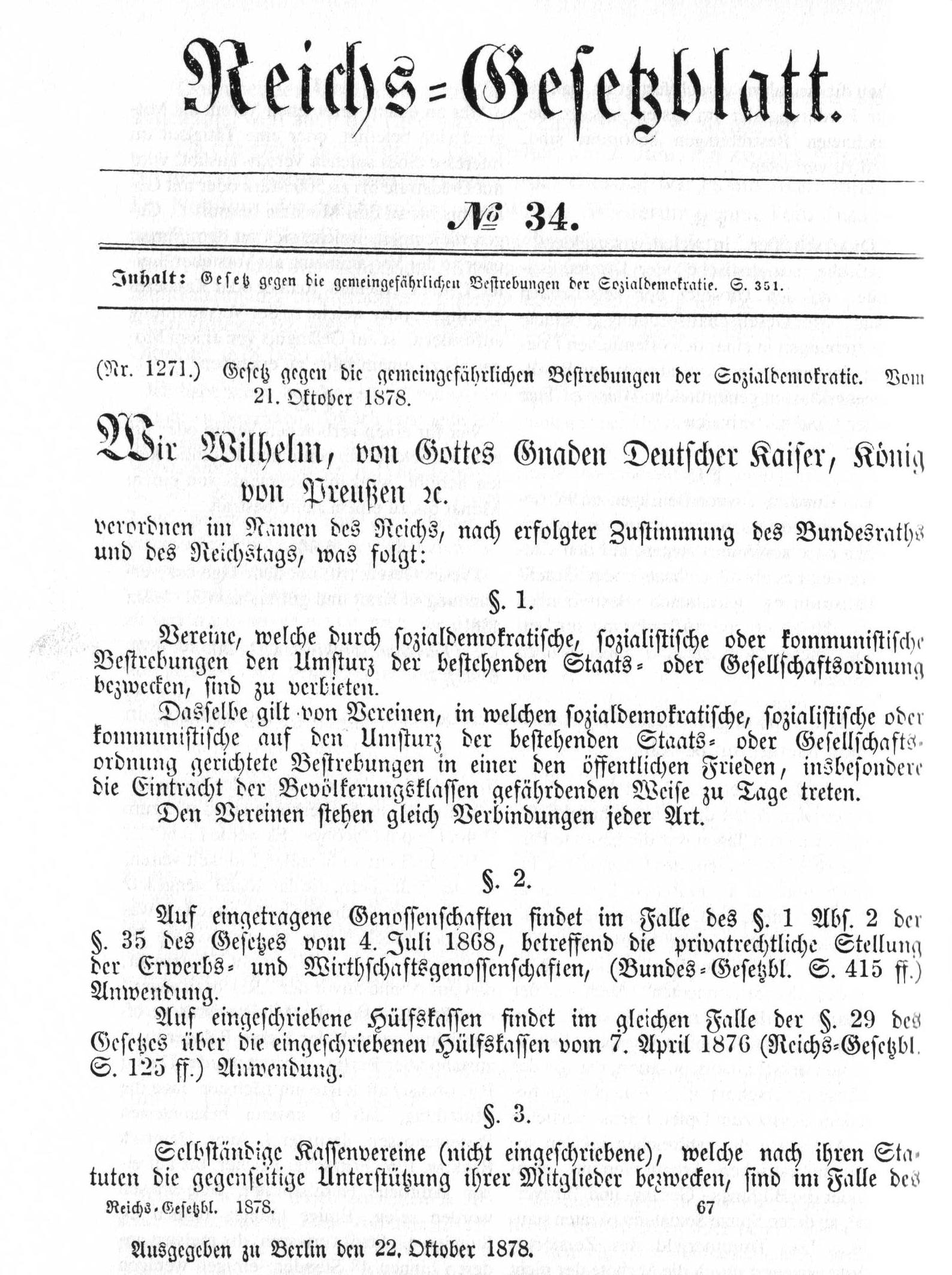
1878: Reichsgesetzblatt mit dem Sozialistengesetz

- 1878: Der Reichstag des Deutschen Reichs verabschiedet das Gesetz gegen die gemeingefährlichen Bestrebungen der Sozialdemokratie und legalisiert damit die von Otto von Bismarck zur Staatsdoktrin erhobene Sozialistenverfolgung.
- 1913: Die Deutsche Lebens-Rettungs-Gesellschaft e. V. (DLRG) wird im Hotel de Prusse in Leipzig gegründet.
- 1914: Der Wettlauf zum Meer im Ersten Weltkrieg endet ohne Entscheidung, womit der Schlieffen-Plan endgültig gescheitert ist und der Bewegungskrieg zum Stellungskrieg wird.
- 1918: Gründung der Wolgadeutschen Republik.

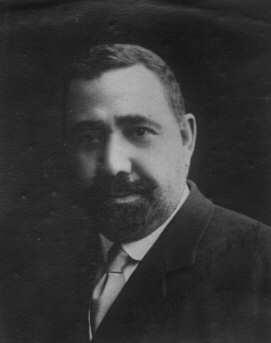
1921: António Granjo

- 1921: In der Lissabonner Blutnacht wird der portugiesische Ministerpräsident António Joaquim Granjo ermordet, als sich in Lissabon Truppen der Republikanischen Nationalgarde und Marineeinheiten zusammenrotten, um die Regierung zu stürzen. Anlass sind Korruptionsvorwürfe gegen den beliebten Militär und Politiker Liberato Ribeiro Pinto.
- 1922: Beim Carlton-Club-Treffen stimmt die britische Conservative Party dafür, die anstehende Unterhauswahl als unabhängige Kraft zu bestreiten. Der liberale Premierminister David Lloyd George tritt daraufhin zurück; der Konservative Andrew Bonar Law wird sein Nachfolger.
- 1933: Das Deutsche Reich erklärt seinen formellen Austritt aus dem Völkerbund.
- 1944: In Japan wird auf Anregung von Vizeadmiral Ōnishi Takijirō die Kampffliegereinheit Shimpū Tokkōtai, die später im Ausland als Kamikaze bekannt wird, als letzter Ausweg vor der Kapitulation vor den Alliierten im Pazifikkrieg gegründet.
- 1948: Der Bi-Zonen-Wirtschaftsrat nimmt gegen die Stimmen der KPD das Gesetz über ein Notopfer Berlin an.
- 1950: Die Volksrepublik China greift mit dem Entsenden einer „Freiwilligenarmee“ an der Seite Nordkoreas in den Koreakrieg ein.
- 1954: Ägypten und Großbritannien schließen das Suez-Abkommen, das den Abzug stationierter britischer Streitkräfte innerhalb von zwanzig Monaten vorsieht. Das internationale Statut der Suezkanalzone erkennt Ägypten im Vertrag an.
- 1955: Der Deutsche Bundestag hält seine erste Plenarsitzung in West-Berlin in einem Hörsaal der TU ab.
- 1957: Nach der Anerkennung der DDR durch Jugoslawien bricht die Bundesrepublik die Beziehungen zu Jugoslawien mit erstmaliger Anwendung der Hallstein-Doktrin ab.
- 1974: Niue wird in freier Assoziierung mit Neuseeland von letzterem unabhängig.
- 1977: Der am 5. September entführte Hanns Martin Schleyer wird in Mülhausen (Elsass) tot aufgefunden.
- 1983: Maurice Bishop, der Ministerpräsident von Grenada, wird ermordet. Dies dient den USA als Vorwand für die Operation Urgent Fury am 25. Oktober.
- 1984: Drei Offiziere des polnischen Staatssicherheitsdienstes entführen und ermorden den oppositionellen Geistlichen Jerzy Popiełuszko.
- 1992: Die beiden Bundestagsabgeordneten Petra Kelly und Gert Bastian (Die Grünen) werden in Bonn tot aufgefunden.
- 2002: In einem Referendum stimmt die Bevölkerung der Republik Irland dem Vertrag von Nizza zu.
- 2004: 25.000 Menschen demonstrieren vor dem Bochumer Schauspielhaus gegen die drohende Schließung der Bochumer Opelwerke. Nach sechstägigen Arbeitsniederlegungen lenkt die Konzernleitung ein und sieht von einer Schließung des Standortes ab.
- 2005: In Bagdad beginnt der Prozess gegen den ehemaligen irakischen Diktator Saddam Hussein.

### Wirtschaft
- 1868: Die Peseta wird in Spanien per Dekret zur künftigen Währung bestimmt. Das Land orientiert sich an der Lateinischen Münzunion.
- 1872: In New South Wales wird von den Goldsuchern Beyers und Bernhardt Holtermann in der Star of Hope Mine ein Goldklumpen entdeckt. Holtermanns Nugget wiegt 214,32 kg und ist der bisher weltweit größte gefundene Quarzgoldbrocken, der ca. 3000 Unzen Gold enthält.
- 1935: In Bad Dürkheim wird die Deutsche Weinstraße feierlich eröffnet. Sie soll sowohl heimischen Rebensaft stärker ins Bewusstsein rücken als auch den Tourismus fördern.
- 1949: In Köln wird der Ausschuss für Wirtschaftsfragen der industriellen Verbände gegründet, der sich wenige Monate später in Bundesverband der Deutschen Industrie umbenennt.
- 1958: Die nunmehr asphaltierte Hochrhönstraße wird für den Verkehr freigegeben.
- 1971: Die Münchner U-Bahn wird mit Aufnahme des Fahrbetriebs auf der ersten Linie U6 feierlich eröffnet.
- 1987: Am Schwarzen Montag kommt es zum ersten Börsenkrach nach dem Zweiten Weltkrieg.
- 2009: Über die niederländische DSB Bank wird das gerichtliche Insolvenzverfahren eröffnet. Etwa 400.000 Kunden sind mit ihren Bankguthaben betroffen.

### Wissenschaft und Technik
- 1800: Die französische Baudin-Expedition sticht von Le Havre aus in See. Nicolas Baudin soll mit seinem Team auf zwei Schiffen die Küste Australiens erkunden.

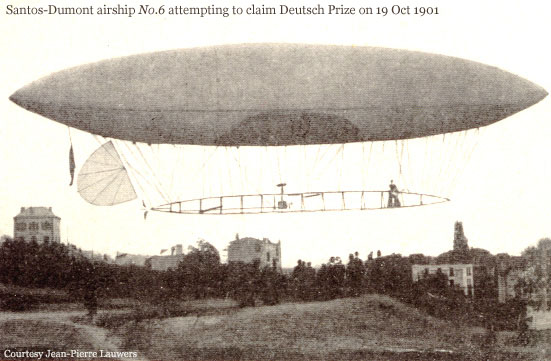
1901: Nr. 6 gewinnt den Deutsch-Preis

- 1901: Alberto Santos Dumont gewinnt mit dem Luftschiff Santos-Dumont Nr. 6 den Deutsch-Preis, für den ersten erfolgreichen Rundflug eines Luftschiffes vom Pariser Vorort Saint-Cloud zum Eiffelturm über 5,5 km in 30 Minuten.
- 1943: Albert Schatz, Selman Abraham Waksman und Elizabeth Bugie gelingt an der Rutgers University erstmals die Isolierung des Antibiotikums Streptomycin, ein Arzneimittel gegen Tuberkulose.
- 1967: Die NASA-Raumsonde Mariner 5 absolviert einen erfolgreichen Vorbeiflug am Planeten Venus und liefert zahlreiche wissenschaftliche Daten.
- 2000: Im britischen Wissenschaftsjournal Nature teilen US-amerikanische Forscher mit, dass sie ein etwa 250 Millionen Jahre altes Bakterium zu neuem Leben erweckt haben.
- 2016: Die ESA-Raumsonde ExoMars Trace Gas Orbiter erreicht, nach siebenmonatigen Flug, den Orbit des Planeten Mars.
- 2017: Das interstellare Objekt Oumuamua wird vom Pan-STARRS-Teleskop auf Hawaii entdeckt, nachdem es bereits fünf Tage zuvor die Erde in einer Entfernung von 24 Mio. Kilometern passiert hat.
- 2018: Der kleine erdnahe Asteroid 2018 UA fliegt in einer Entfernung von weniger als 20.000 Kilometern an der Erde vorbei.

### Kultur
- 1702: Die Uraufführung der Oper Sieg der fruchtbaren Pomona von Reinhard Keiser findet am Theater am Gänsemarkt in Hamburg statt.
- 1811: In Gransee wird das Denkmal für die am 19. Juli 1810 verstorbene preußische Königin Luise eingeweiht.
- 1843: In der Pariser Tageszeitung Le Journal des Débats erscheint die letzte Folge des Fortsetzungsromanes Mystères de Paris („Die Geheimnisse von Paris“), mit der der französische Schriftsteller Eugène Sue die Gattung des Feuilletonromans begründete.

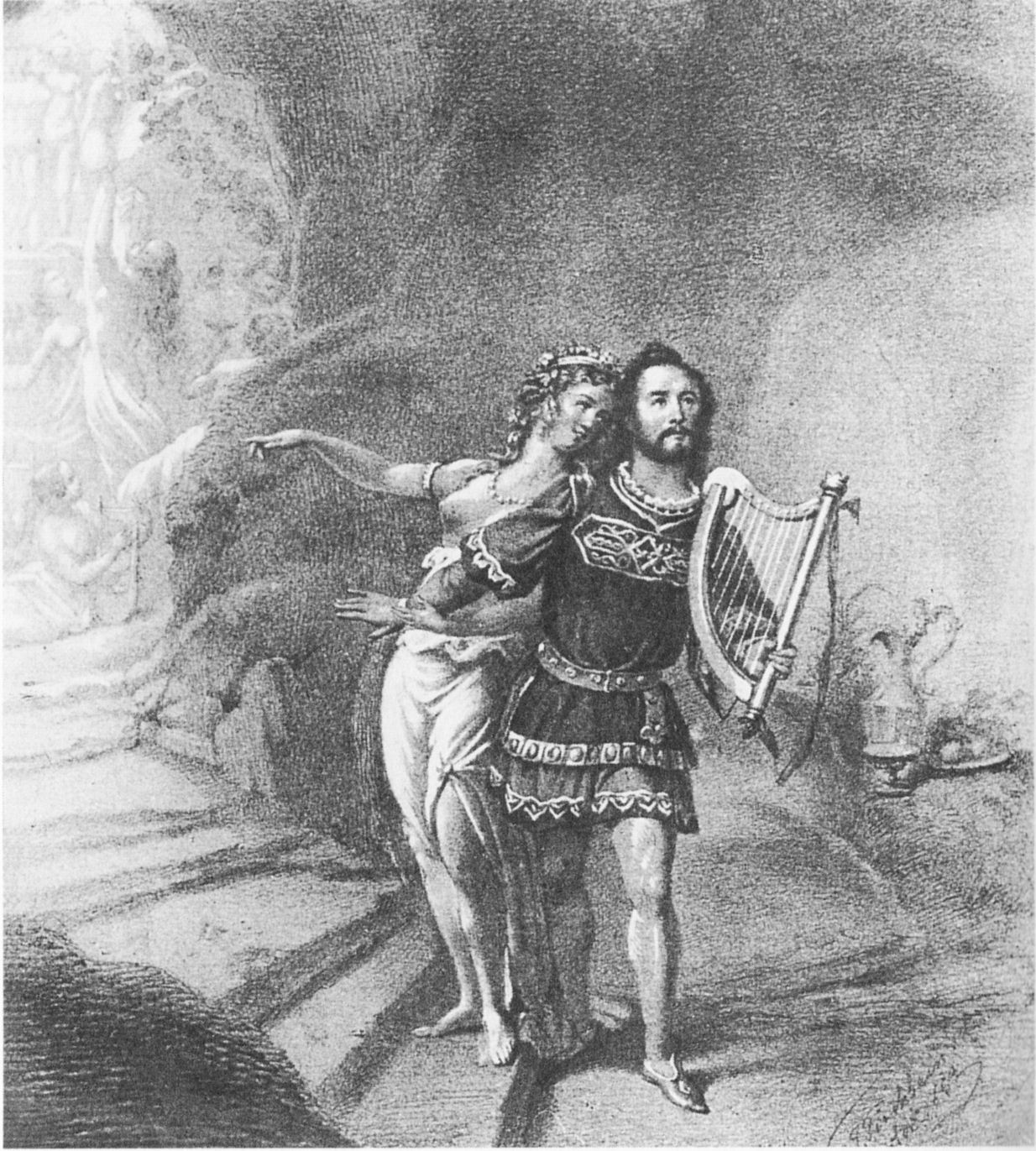
Joseph Tichatschek als Tannhäuser und Wilhelmine Schröder-Devrient als Venus in der Uraufführung 1845

- 1845: Die Uraufführung der Oper Tannhäuser von Richard Wagner findet im Königlich Sächsischen Hoftheater (Semperoper) in Dresden statt.
- 1879: Charles-Marie Widor führt im Pariser Palais du Trocadéro seine 5. Orgelsinfonie, deren F-Dur-Toccata zu den bekanntesten Werken der Orgelmusik zählt, erstmals als Ganzes auf.
- 1913: Das Wiener Konzerthaus wird in Anwesenheit von Kaiser Franz Joseph I. mit einem Festkonzert eröffnet. Zur Aufführung gelangen das von Richard Strauss eigens hierfür komponierte Festliche Präludium op. 61 sowie Beethovens 9. Sinfonie.
- 1919: In Wien wird das ursprüngliche Gartenbaukino eröffnet.
- 1938: Am Ethel Barrymore Theatre in New York wird das Musical Knickerbocker Holiday von Kurt Weill uraufgeführt.
- 1952: Mit einer Festaufführung von William Shakespeares Hamlet und dem Gast Bernhard Minetti in der Titelrolle wird die Landesbühne Niedersachsen Nord in Wilhelmshaven eröffnet.
- 1959: Die erste Diskothek Deutschlands wird gegründet, der Scotch-Club.
- 1965: Peter Weiss’ Theaterstück Die Ermittlung, das den ersten Frankfurter Auschwitzprozess thematisiert, wird im Rahmen einer Ring-Uraufführung zeitgleich an fünfzehn west- und ostdeutschen Theatern sowie von der Royal Shakespeare Company in London uraufgeführt.
- 1972: Heinrich Böll erhält den Nobelpreis für Literatur.
- 1979: Bei Gartenarbeiten wird der römische Tempelschatz von Weißenburg entdeckt.

### Gesellschaft

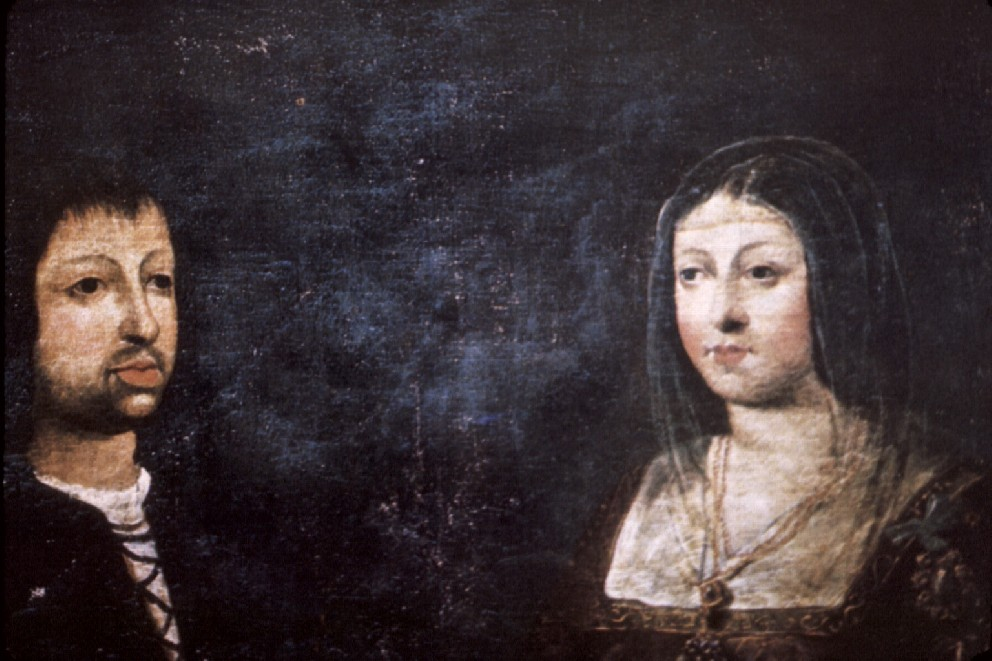
1469: Ferdinand II. und Isabella bei ihrer Hochzeit

- 1469: Ferdinand II. von Aragón und Isabella I. von Kastilien heiraten. Damit wird das Fundament für eine spätere Vereinigung der beiden Reiche Aragonien und Kastilien zu Spanien gelegt.
- 1806: Johann Wolfgang von Goethe und Christiane Vulpius werden in der Sakristei der Weimarer Jakobskirche getraut.
- 1989: Ein Gericht in Großbritannien hebt das Urteil gegen die seit 15 Jahren in Haft sitzenden Guildford Four auf. Vier Nordiren waren als Terroristen verurteilt worden, weil sie im Jahr 1974 Bombenanschläge gestanden hatten. Die Aussagen waren von der Polizei durch Folter erzwungen.
- 1991: Gründung der Stiftung für das sorbische Volk
- 1996: Die Polizei findet mit Hilfe von Spürhunden im Taunus die Leiche eines vermögenden Frankfurter Bürgers. Nach der Entführung von Jakub Fiszman waren vier Millionen DM Lösegeld bezahlt worden. Tatverdächtige sitzen im polizeilichen Gewahrsam.

### Religion
- 0615: Papst Adeodatus I. wird inthronisiert.
- 1762: In Hamburg wird der Neubau der St.-Michaelis-Kirche (im Volksmund „Michel“) eingeweiht.
- 1945: Die Ratsmitglieder der Evangelischen Kirche in Deutschland, Hans Christian Asmussen, Otto Dibelius und Martin Niemöller, verlesen das Stuttgarter Schuldbekenntnis. Die EKD anerkennt damit erstmals Mitschuld evangelischer Christen an den Verbrechen des Nationalsozialismus.
- 1997: Therese von Lisieux wird von Papst Johannes Paul II. zur Kirchenlehrerin ernannt.
- 2003: Mutter Teresa wird in Rom von Papst Johannes Paul II. seliggesprochen. Sechs Jahre nach ihrem Tod ist dies die bis dahin schnellste Seligsprechung der Neuzeit.

### Katastrophen
- 1870: Der britische Passagierdampfer Cambria prallt im Sturm vor der irischen Küste auf das schroffe Felsenufer der Insel Inishtrahull und sinkt. Bei dem Unglück kommen 179 Menschen ums Leben.
- 1990: In der Münchberger Senke der BAB 9 bei Münchberg ereignet sich einer der schlimmsten Verkehrsunfälle Deutschlands. Plötzlich auftretender Nebel führt zur Massenkollision von 121 Fahrzeugen, was 10 Tote und 122 Verletzte fordert. Der Unfall führt zum Bau einer Talbrücke.
- 1991: Ein Erdbeben der Stärke 7,0 in Indien fordert etwa 2.000 Tote.
- 2001: Beim Untergang eines indonesischen Fischerbootes südlich von Java, das mit 397 Menschen übervoll besetzt ist, ertrinken 353 Personen in stürmischer See, 44 können gerettet werden. Die Passagiere wollten als irakische Flüchtlinge in Australien Asyl erhalten.

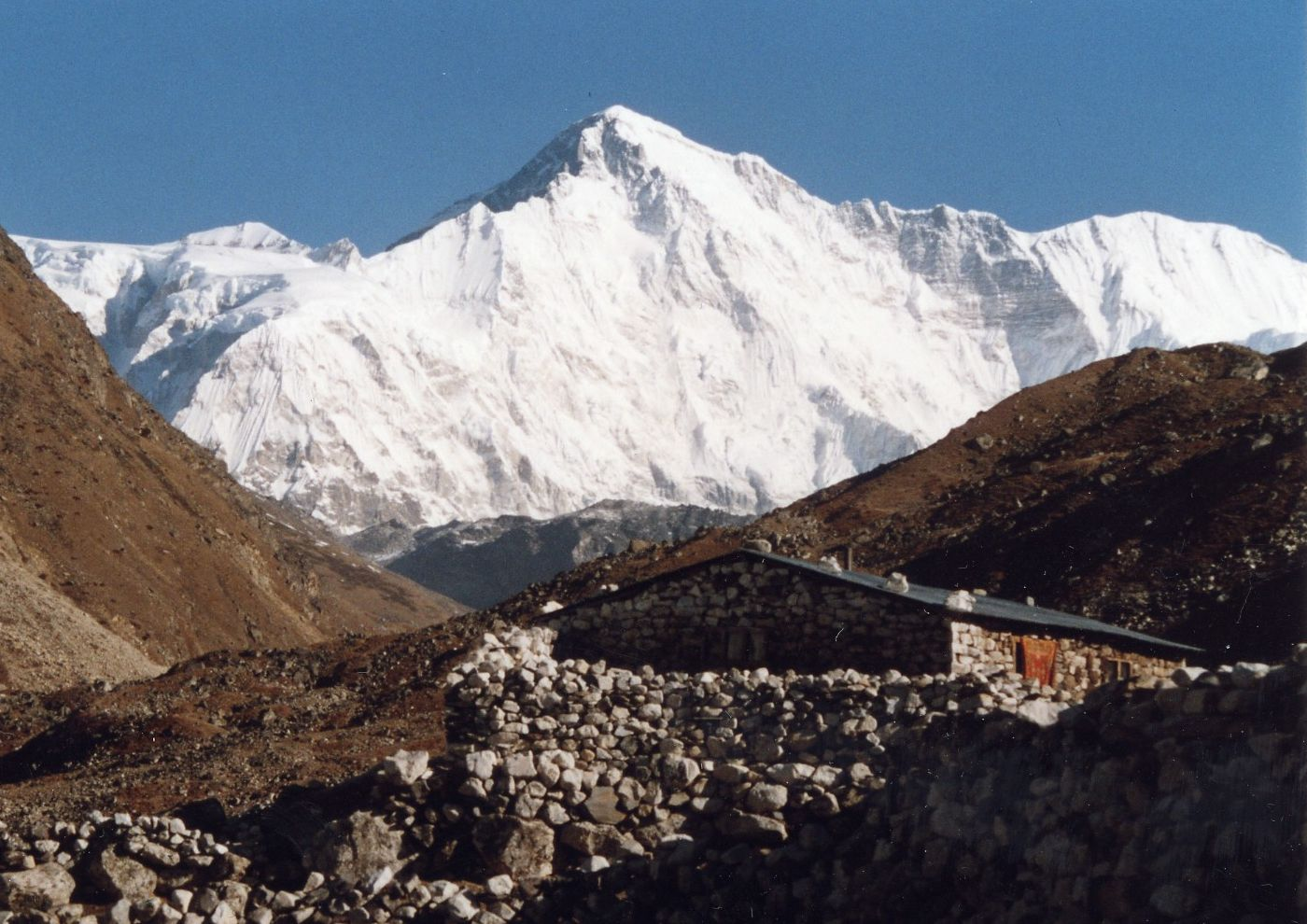
1954: Der Cho Oyu

Kleinere Unglücksfälle sind in den Unterartikeln von Katastrophe und in der Liste von Katastrophen aufgeführt.

### Sport
- 1954: Herbert Tichy, Sepp Jöchler und Pasang Dawa Lama gelingt die Erstbesteigung des 8188 m hohen Cho Oyu.
- 1957: Celtic Glasgow schlägt den Erzrivalen Glasgow Rangers im Hampden Park in Glasgow mit 7:1. Dieses Finale des Schottischen Ligapokals geht als „Hampden in the sun“ in die Geschichte ein. Es war der höchste Sieg in einem Old Firm.

Einträge von Leichtathletik-Weltrekorden befinden sich unter der jeweiligen Disziplin unter Leichtathletik.

## Geboren

### Vor dem 19. Jahrhundert

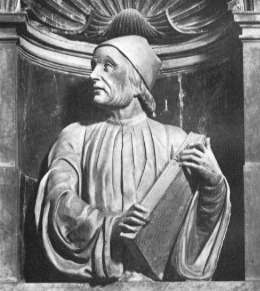
Marsilio Ficino (* 1433)

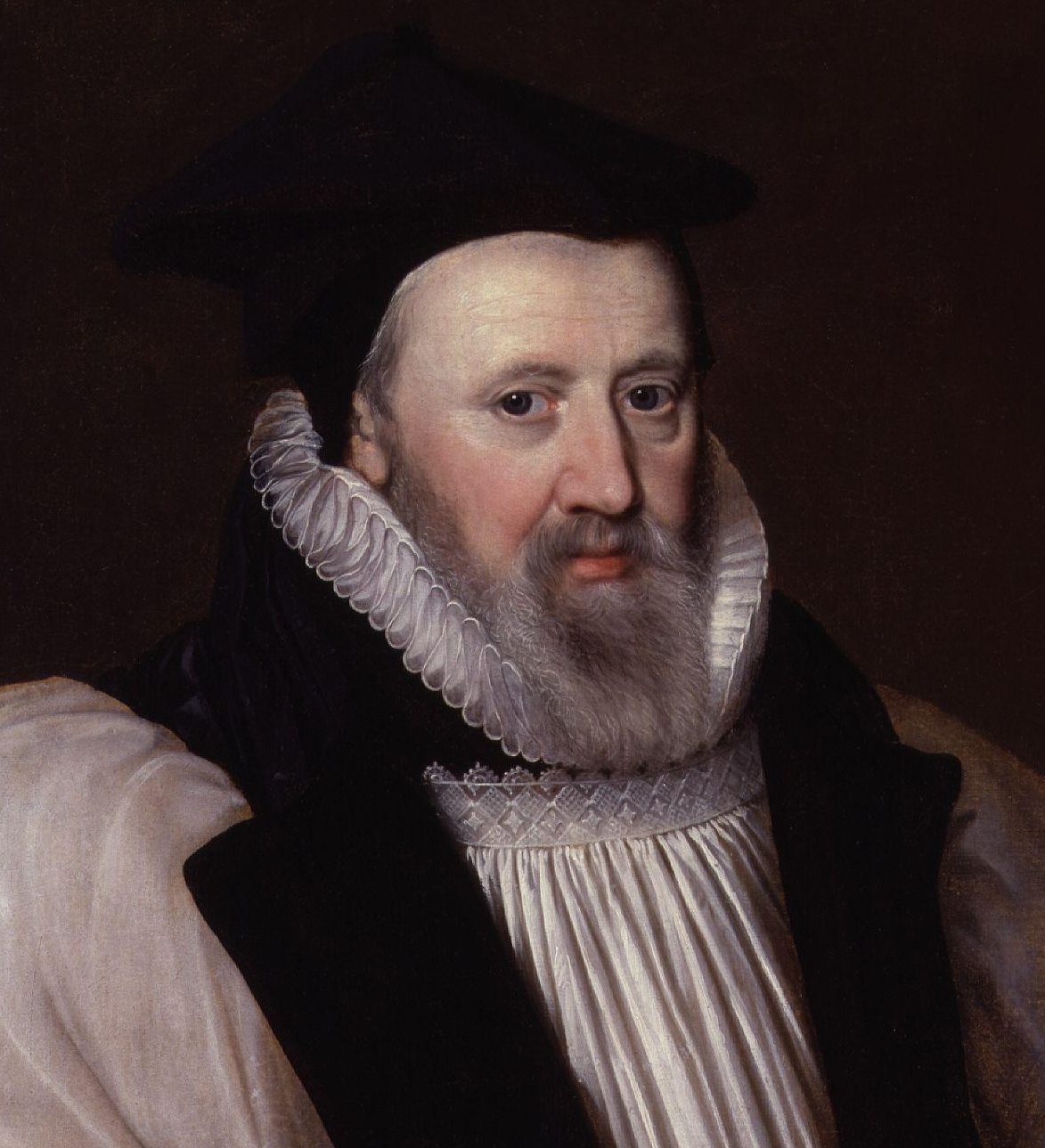
George Abbot (* 1562)

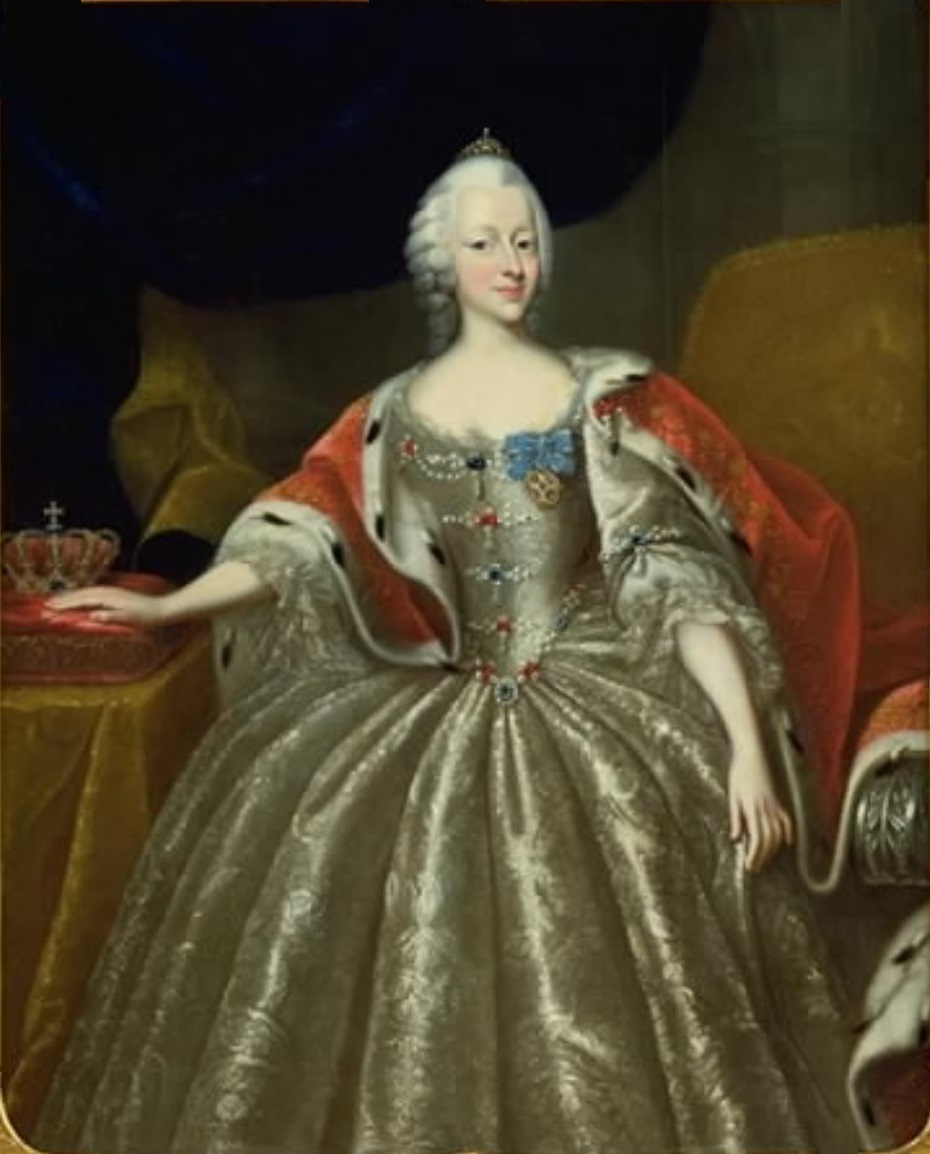
Louise von Dänemark (* 1726)

- 1276: Hisaaki, achter Shōgun Japans
- 1433: Bernardo Bembo, venezianischer Diplomat
- 1433: Marsilio Ficino, italienischer Humanist, Philosoph und Arzt
- 1524: Thomas Tusser, englischer Dichter und Verfasser landwirtschaftlicher Arbeiten
- 1558: Giovanni Alberti, italienischer Maler
- 1562: George Abbot, englischer Erzbischof von Canterbury
- 1569: Daniel Engelhardt, deutscher Theologe
- 1573: Peter Finxius, deutscher Mediziner
- 1578: Christine, Prinzessin von Hessen-Kassel und Herzogin von Sachsen-Eisenach
- 1578: Enoch Pöckel, Ratsmitglied und Ratsbaumeister in Leipzig, Hammerherr im Erzgebirge
- 1580: Heinrich Eckhard, deutscher lutherischer Theologe
- 1582: Dimitri, Zarewitsch von Russland
- 1590: Dorothea Sibylle von Brandenburg, Herzogin von Brieg
- 1598: Isaac Commelin, niederländischer Verleger und Buchhändler
- 1605: Thomas Browne, englischer Philosoph
- 1610: James Butler, 1. Duke of Ormonde, anglo-irischer Staatsmann und Soldat
- 1625: Johann Andreas Lucius, deutscher lutherischer Theologe
- 1658: Adolf Friedrich II., Herzog von Mecklenburg-Strelitz
- 1688: Antonio Corradini, italienischer Bildhauer
- 1718: Victor-François de Broglie, französischer Heerführer und Staatsmann
- 1720: John Woolman, nordamerikanischer Quäker
- 1726: Louise von Dänemark, Herzogin von Sachsen-Hildburghausen
- 1733: Johann Friedrich Hennert, deutscher Mathematiker und Astronom
- 1734: Carlo Luca Pozzi, Schweizer Stuckateur
- 1747: Johann Wilhelm Wendt, deutscher Baumeister, Maler und Silhouettenschneider
- 1750: Ludwig Schneider, deutscher Verwaltungsbeamter
- 1753: Caroline Ulrike Amalie von Sachsen-Coburg-Saalfeld, Dechantin im Kaiserlich freien weltlichen Reichsstift von Gandersheim
- 1758: Placidus Heinrich, deutscher Benediktinermönch im Kloster St. Emmeram, Regensburg
- 1760ː Karoline Friederike von Berg, Hofdame und Salonniére
- 1763: Franz Bernhard Meyer von Schauensee, Schweizer Staatsmann
- 1764: Johann Christoph Rincklake, deutscher Porträtmaler der Romantik
- 1770: Johann Clarisse, niederländischer reformierter Theologe
- 1775: Kamma Rahbek, dänische Salonnière
- 1778: Gustav Vorherr, Architekt, Königlich-bayerischer Baurat und Vorstand des bayerischen Landesverschönerungsvereins
- 1784: Leigh Hunt, englischer Schriftsteller
- 1792: Hans Adolf Erdmann von Auerswald, preußischer Generalmajor

### 19. Jahrhundert

#### 1801–1850

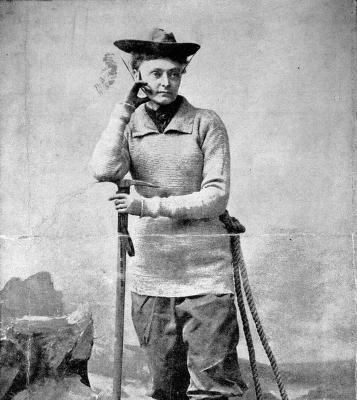
Annie Smith Peck (* 1850)

- 1802: Pedro de Aycinena y Piñol, Präsident von Guatemala
- 1811: Andreas Munch, norwegischer Dichter
- 1816: Simon Aichner, österreichischer Fürstbischof von Brixen
- 1821: Charles Jean Jacques Joseph Ardant du Picq, französischer Oberst
- 1826: Colomba Antonietti, italienische Patriotin
- 1828: Adolfo Fumagalli, italienischer Pianist und Komponist
- 1830: Serhij Hruschewskyj, ukrainischer Slawist und Pädagoge
- 1833: Adam Lindsay Gordon, australischer Dichter
- 1836: Heinrich Ludwig Oskar Ackermann, deutscher Theologe
- 1839: Adolf Ritter von Guttenberg, österreichischer Professor für Forstwirtschaft
- 1838: Philippine von Edelsberg, österreichische Opernsängerin
- 1846ː Bianca Bobertag, deutsche Schriftstellerin
- 1848: Paul Werner, deutscher Politiker
- 1850: Annie Smith Peck, US-amerikanische Bergsteigerin

#### 1851–1900

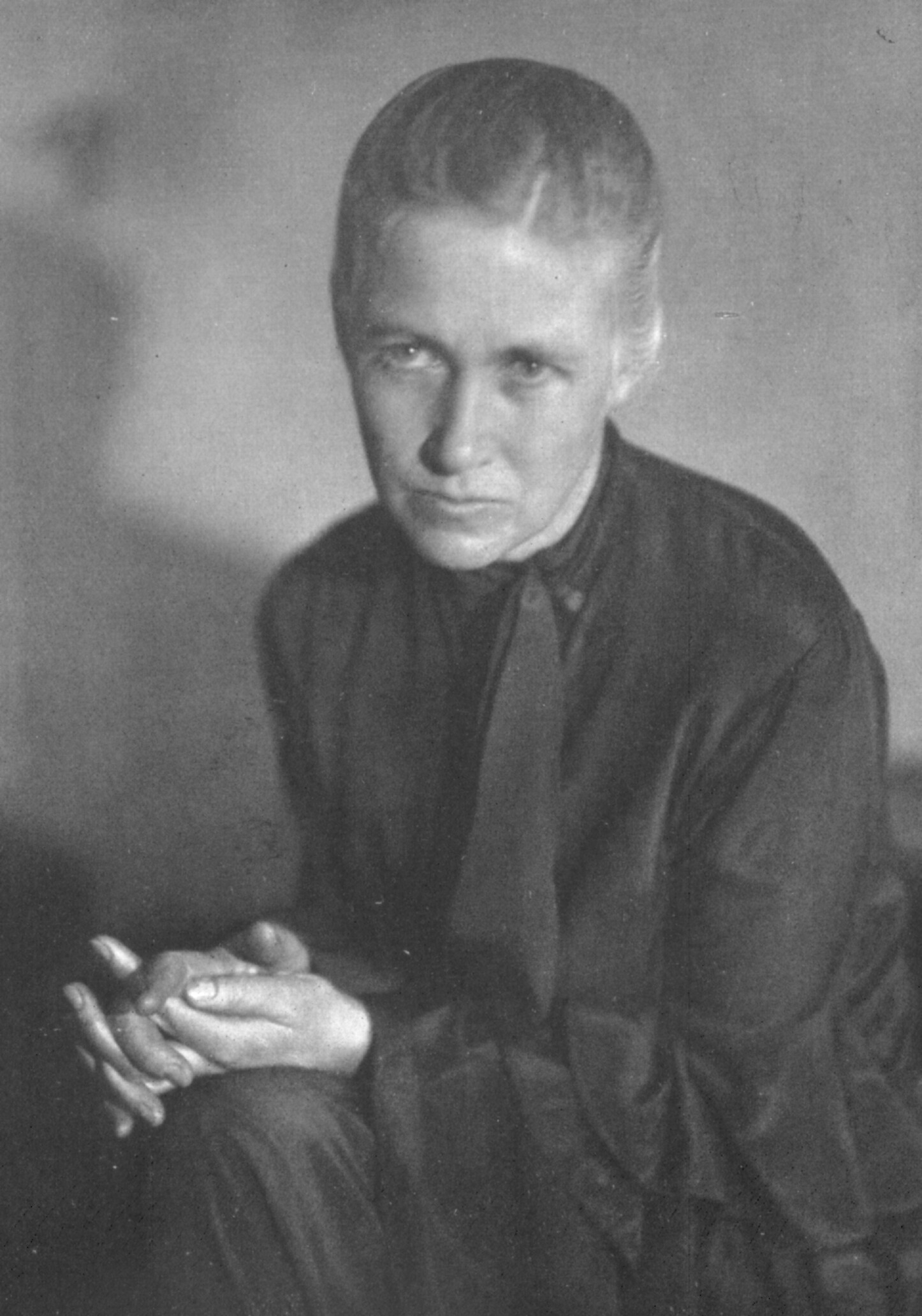
Käte Schaller-Härlin (* 1877)

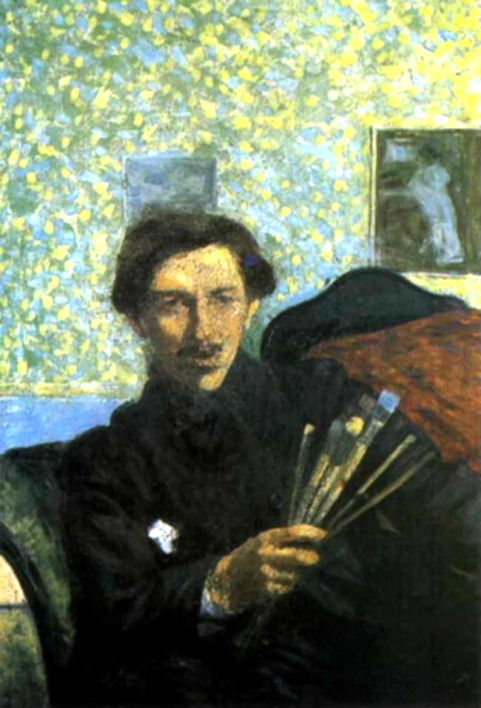
Umberto Boccioni (* 1882)

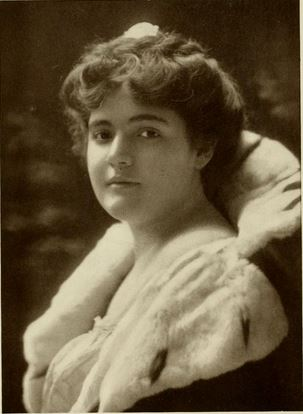
Fannie Hurst (* 1889)

- 1851: Myeongseong, Königin des koreanischen Königreiches Joseon
- 1853: Conrad Brüne, sächsischer Braumeister
- 1855ː Pauline zu Waldeck und Pyrmont, deutsche Prinzessin, durch Heirat Erbprinzessin/Fürstin zu Bentheim und Steinfurt
- 1858: George Albert Boulenger, britischer Zoologe
- 1861: Richard Seifert, deutscher Chemiker
- 1862: Maurice Janin, französischer General
- 1862: Auguste Lumière, französischer Chemiker und Unternehmer
- 1863: Gustav Frenssen, deutscher Schriftsteller
- 1864: Alexander MacMillan, kanadischer presbyterianischer Pfarrer und Hymnologe
- 1866: Clarence Lucas, kanadischer Komponist, Dirigent und Musikpädagoge
- 1868: Werner Kaiser, Schweizer Jurist und Politiker
- 1871: Karol Adwentowicz, polnischer Theater- und Filmschauspieler, Regisseur und Theaterdirektor
- 1871: Luigi Albertini, italienischer Politiker und Publizist
- 1871ː Josefa Metz, deutsche Schriftstellerin, Opfer der Shoah
- 1872: Jacques E. Brandenberger, Schweizer Chemiker und Textilingenieur, Erfinder des Cellophan
- 1877: Käte Schaller-Härlin, deutsche Portraitmalerin
- 1878: Hermann Claudius, deutscher Dichter
- 1880: Ichikawa Sadanji II., japanischer Kabukischauspieler
- 1881: Kurt von Priesdorff, deutscher Offizier, Geheimer Regierungsrat, Militärhistoriker und Autor
- 1882: Umberto Boccioni, italienischer Maler und Bildhauer des Futurismus
- 1882: Ottilie Reylaender, deutsche Malerin
- 1882: Norbert Wallez, belgischer Priester und Journalist
- 1886: Engelbert Lap, österreichischer Maler und Grafiker
- 1886: Bella Ouellette, kanadische Schauspielerin
- 1888: Arnold Brügger, Schweizer Maler
- 1889: Fannie Hurst, US-amerikanische Schriftstellerin und Journalistin
- 1891: George Habib Antonius, libanesischer Schriftsteller
- 1892: Wolf Durian, deutscher Journalist und Jugendbuchautor
- 1892: Ilmari Hannikainen, finnischer Komponist
- 1892: Hermann Knaus, österreichischer Chirurg und Gynäkologe
- 1895: Alexander Lasarewitsch Abramow-Mirow, sowjetischer Komintern- und Geheimdienstfunktionär
- 1895: Lewis Mumford, US-amerikanischer Architekturkritiker und Wissenschaftler
- 1896: Pedro Luna, chilenischer Maler
- 1899: Miguel Ángel Asturias, guatemaltekischer Schriftsteller und Diplomat, Literaturnobelpreisträger
- 1899: Sidonie Goossens, britische Harfenistin
- 1900: Erna Berger, deutsche Sopranistin

### 20. Jahrhundert

#### 1901–1925
- 1903: Vittorio Giannini, US-amerikanischer Komponist
- 1904: Else Marie Hansen, dänische Schauspielerin und Opernsängerin
- 1905: Elsa Calcagno, argentinische Pianistin und Komponistin
- 1905: Wolfgang Lukschy, deutscher Schauspieler und Synchronsprecher
- 1905: Richard Zöller, deutscher Richter
- 1906: Cozy Cole, US-amerikanischer Musiker
- 1907: Leopold Atlas, US-amerikanischer Dramatiker und Drehbuchautor
- 1908: Herbert Steinmetz, deutscher Schauspieler
- 1908: Geirr Tveitt, norwegischer Komponist und Pianist
- 1909: Marguerite Perey, französische Chemikerin und Physikerin
- 1909: Leo Weber, Schweizer Pädagoge und Hochschullehrer
- 1910: Subrahmanyan Chandrasekhar, US-amerikanischer Astrophysiker, Nobelpreisträger
- 1911ː Marie Boehlen, Schweizer Juristin und Politikerin
- 1911: Willie Perryman, US-amerikanischer Blues-Pianist und Sänger
- 1911: Hilde Spiel, österreichische Schriftstellerin
- 1911: Ludwig Vörg, deutscher Alpinist
- 1911: Eberhard Werdin, deutscher Komponist
- 1912: Fritz Arens, deutscher Kunsthistoriker und Denkmalpfleger
- 1913: Haxhi Lleshi, albanischer Militär und Politiker
- 1913: Vinícius de Moraes, brasilianischer Dichter und Liedtexter
- 1914: Gerd Sannemüller, deutscher Komponist und Musikwissenschaftler
- 1914: Juanita Moore, US-amerikanische Schauspielerin
- 1915: Farid el Atrache, syrisch-ägyptischer Sänger, Komponist und Schauspieler
- 1916: Karl-Birger Blomdahl, schwedischer Komponist und Dirigent
- 1916: Jean Dausset, französischer Mediziner, Nobelpreisträger
- 1916: Emil Gilels, sowjetischer Pianist
- 1917: Kalcidon Agius, maltesischer Schriftsteller, Dramatiker und Politiker
- 1917: Jewgenija Petrowna Antipowa, sowjetisch-russische Malerin und Kunstlehrerin
- 1920: Franz Muxeneder, deutsch-österreichischer Schauspieler
- 1921: George Nader, US-amerikanischer Filmschauspieler
- 1921: Gunnar Nordahl, schwedischer Fußballspieler
- 1922: Jack Anderson, US-amerikanischer Journalist
- 1924: Lubomír Štrougal, tschechoslowakischer Politiker, Regierungschef
- 1925: Zvonimir Bajsić, jugoslawischer Dramatiker, Regisseur und Übersetzer

#### 1926–1950

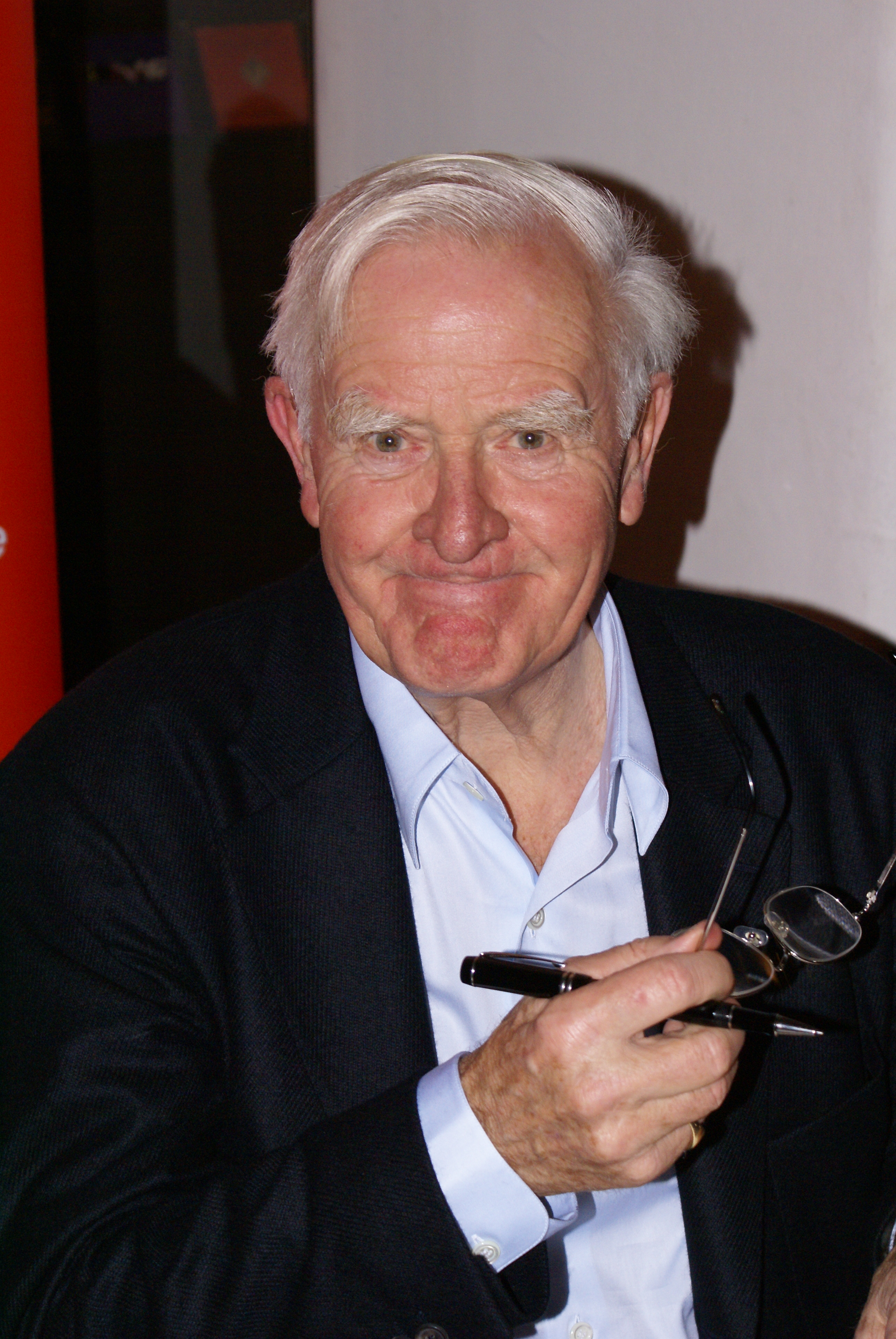
John le Carré (* 1931)

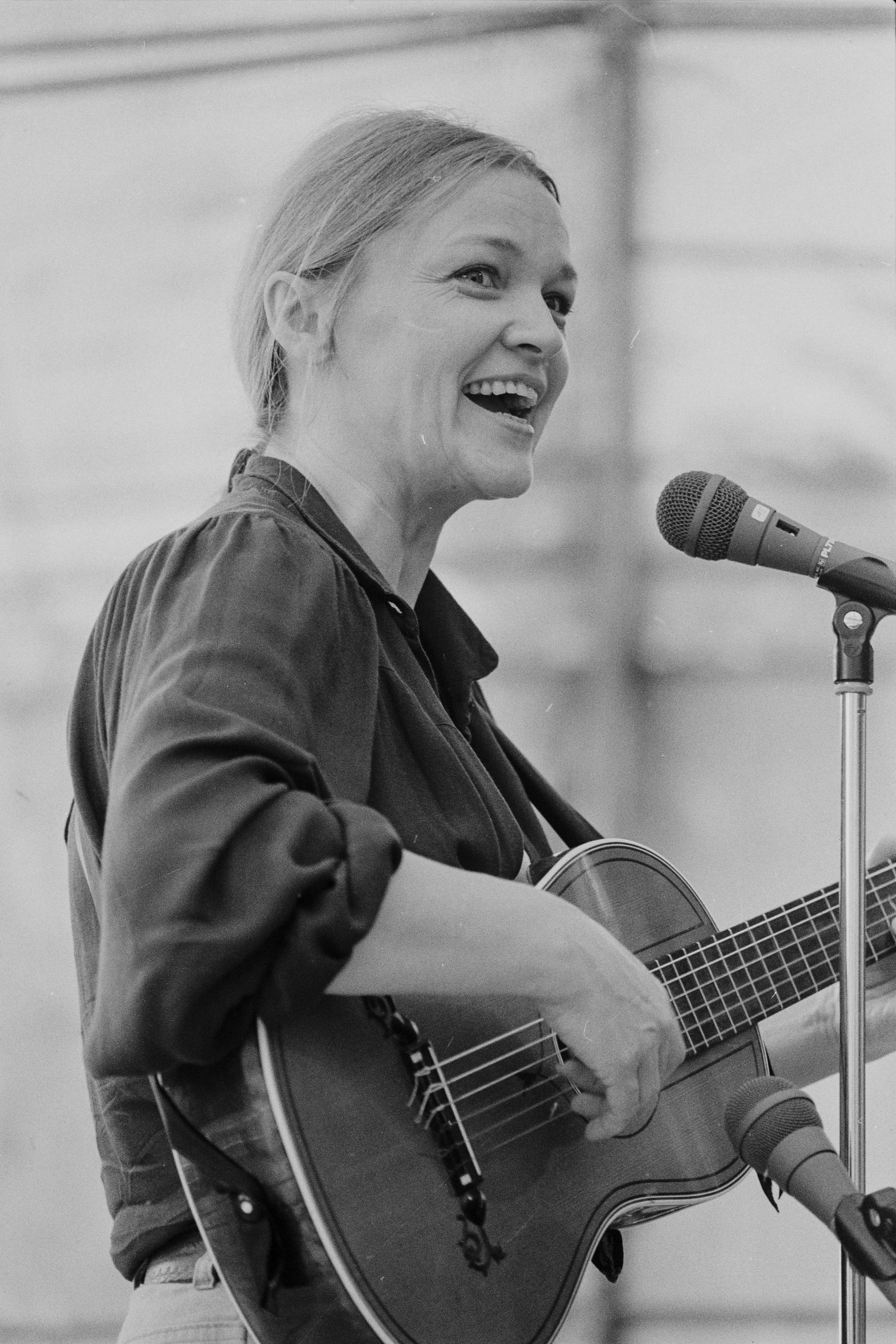
Eva-Maria Hagen (* 1934)

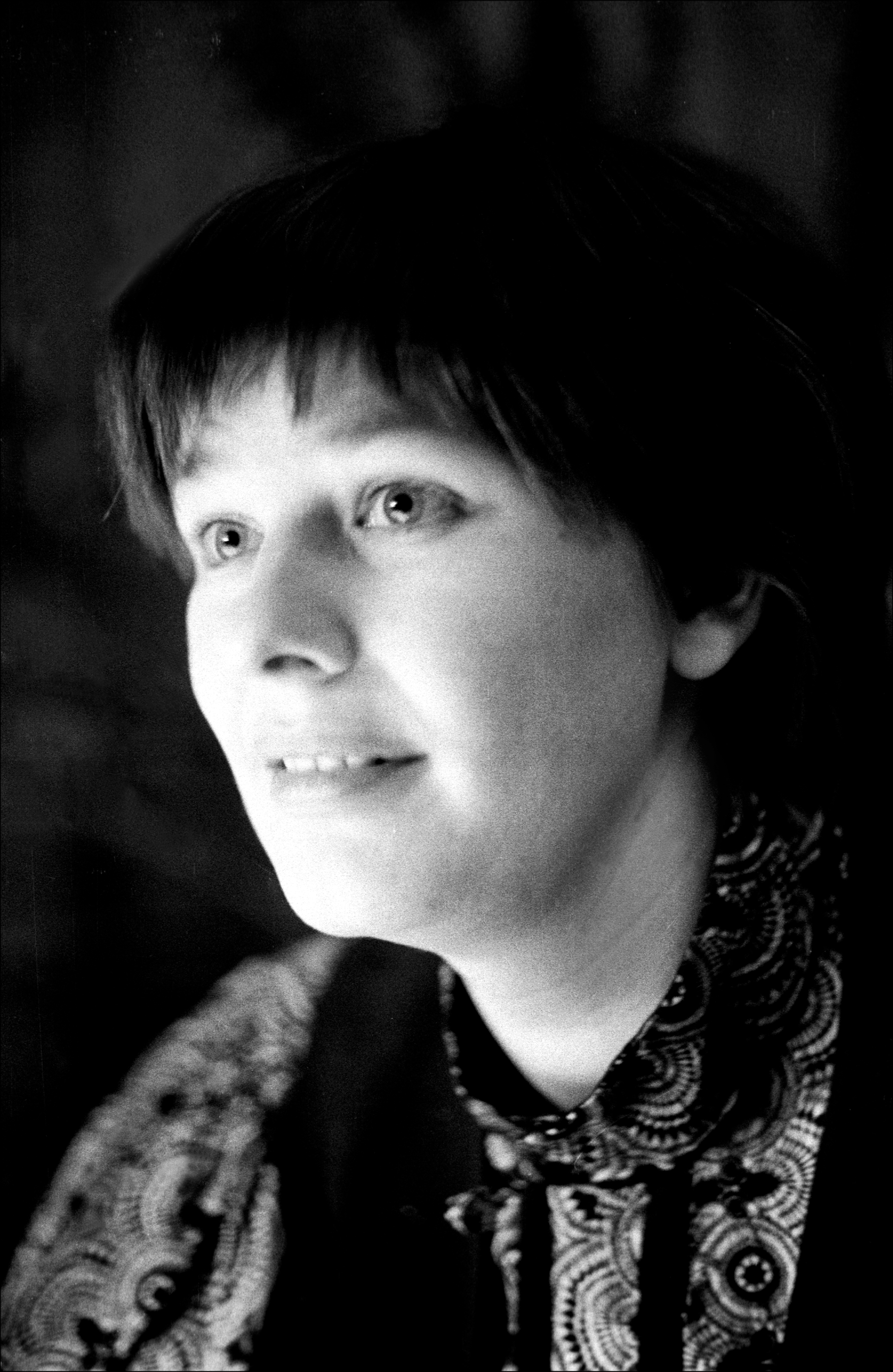
Bettina von Arnim (* 1940)

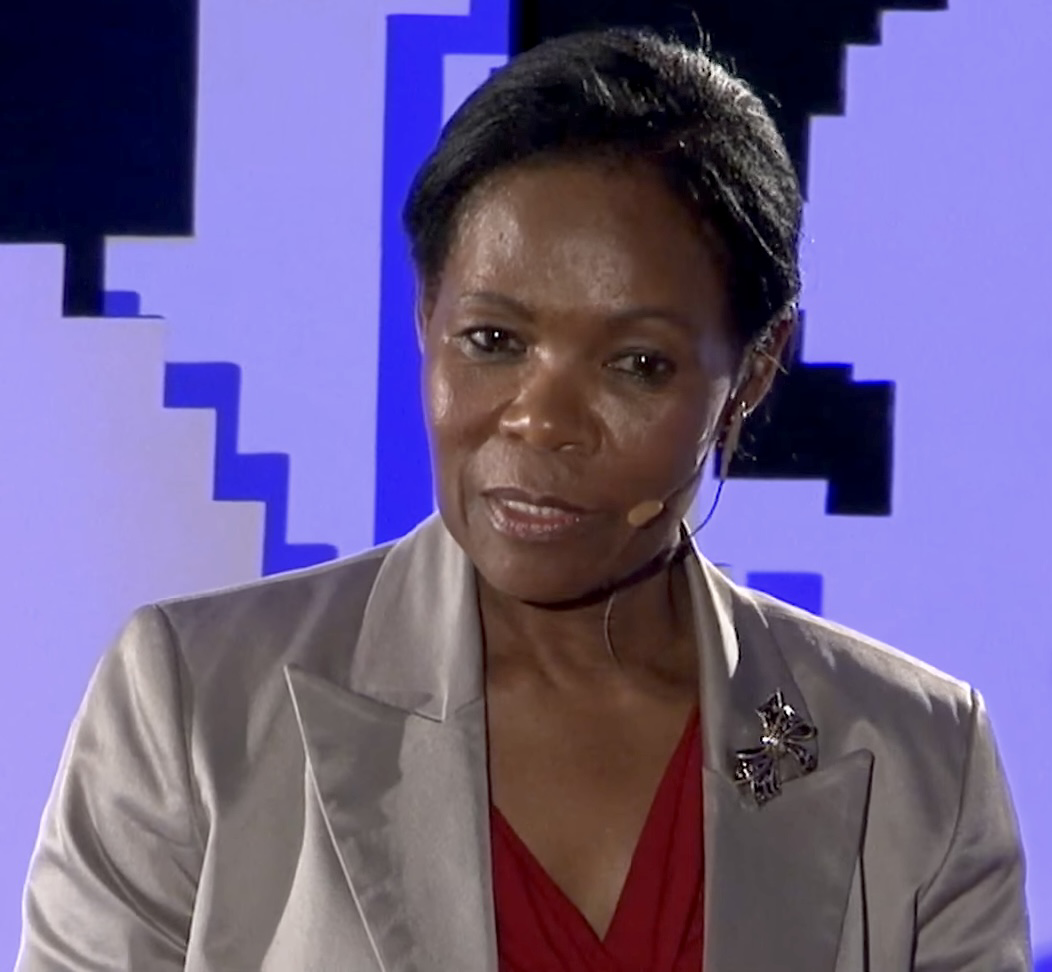
Yvonne Mokgoro (* 1950)

- 1926: Udo Schaefer, deutscher Bahai-Theologe
- 1926: Edward Lewis Wallant, US-amerikanischer Schriftsteller
- 1927: Pierre Alechinsky belgischer Maler
- 1927: Hans Schäfer, deutscher Fußballspieler
- 1928: René Hüssy, Schweizer Fußballspieler und -trainer
- 1928: Mustapha Zitouni, algerisch-französischer Fußballspieler und -trainer
- 1931: John le Carré, britischer Schriftsteller
- 1932: Diosdado Aenlle Talamayan, philippinischer Erzbischof von Tuguegarao
- 1933: Geraldo Majella Agnelo, brasilianischer Erzbischof
- 1933: Alfons Stemmer, deutscher Fußballspieler
- 1934: John Clarke, kanadischer Segler
- 1934: Yakubu Gowon, nigerianischer Offizier und Staatschef
- 1934: Eva-Maria Hagen, deutsche Schauspielerin, Sängerin, Malerin und Autorin
- 1936: Willy Knupp, deutscher Motorsportjournalist
- 1937: Hans Conrad Zander, Schweizer Schriftsteller
- 1937: Teresa Ciepły, polnische Leichtathletin
- 1938: Renata Adler, US-amerikanische Journalistin und Schriftstellerin
- 1938: Karin Kernke, deutsche Schauspielerin
- 1938: Fumiko Yonezawa, japanische Physikerin
- 1939: David G. Maillu, kenianischer Schriftsteller
- 1939: Alexandre Malempré, belgisch-deutscher Trompeter
- 1939: Marie Renard, österreichische Opernsängerin (Alt/Mezzosopran)
- 1940: Bettina von Arnim, deutsche Malerin, Zeichnerin und Grafikerin
- 1941: Jo Bolling, deutscher Schauspieler
- 1941: Eddie Daniels, US-amerikanischer Jazzklarinettist und -saxophonist
- 1941: Pepetela, angolanischer Schriftsteller, Politiker und Befreiungskämpfer
- 1942: Andrew Vachss, US-amerikanischer Schriftsteller und Sonderermittler
- 1943: Robin Holloway, englischer Komponist
- 1944: George McCrae, US-amerikanischer Sänger
- 1944: Dirk Kaesler, deutscher Soziologe
- 1944: Jakob Kellenberger, Schweizer Diplomat
- 1944: Peter Tosh, jamaikanischer Musiker, Sänger und Songschreiber
- 1945: Divine, US-amerikanischer Schauspieler und Sänger, Dragqueen
- 1945: Stanisław Grędziński, polnischer Leichtathlet
- 1945: Rozanne Levine, US-amerikanische Jazzklarinettistin und Fotografin
- 1945: Jeannie C. Riley, US-amerikanische Country-Sängerin
- 1946: Philip Pullman, britischer Schriftsteller
- 1946: Keith Reid, britischer Songschreiber
- 1946: Jürgen Croy, deutscher Fußballspieler
- 1947: Rudolf Herfurtner, deutscher Schriftsteller
- 1948: Vera Dillier, Schweizer Jetsetterin
- 1948: Hannelore Kohl, deutsche Juristin und Gerichtspräsidentin
- 1948: Patrick Simmons, US-amerikanischer Rocksänger und -gitarrist
- 1948: Pit Weyrich, deutscher Fernsehregisseur
- 1949: Tatjana Anissimowa, russische Hürdenläuferin
- 1949: H. Dieter Neumann, deutscher Schriftsteller und Kriminalroman-Autor
- 1950: George Fenton, britischer Komponist
- 1950ː Yvonne Mokgoro, südafrikanische Juristin, Richterin am Verfassungsgericht der Republik Südafrika

#### 1951–1975
- 1952: Marie-Christine Arnautu, französische Politikerin
- 1952: Virginio Ferrari, italienischer Motorradrennfahrer
- 1952: Edo Zanki, deutscher Musiker, Sänger und Produzent
- 1953: Wang Yi, chinesischer Außenminister
- 1954: Agnes M. Sigurðardóttir, Bischöfin der Isländischen Staatskirche
- 1955: Petra Fuhrmann, deutsche Politikerin, MdL
- 1955: Susanne Häusler, deutsche Schauspielerin
- 1955: Annegret Krischok, deutsche Politikerin und Mitglied der Hamburgischen Bürgerschaft
- 1956: Didier Theys, belgischer Automobilrennfahrer
- 1957: Gilbert von Sohlern, deutscher Schauspieler
- 1958: Alexander Held, deutscher Schauspieler
- 1959: Ronnie Burrage, US-amerikanischer Jazzschlagzeuger
- 1960: Mark Davis, US-amerikanischer Baseballspieler
- 1960: Jennifer Holliday, US-amerikanische R&B-Sängerin
- 1960: Jean-Michel Pilc, französischer Jazzpianist
- 1962: Lou Briel, puerto-ricanischer Sänger, Komponist, Schauspieler, Fernsehmoderator und Produzent
- 1962: Tracy Chevalier, US-amerikanische Schriftstellerin
- 1962: Bendik Hofseth, norwegischer Jazzmusiker

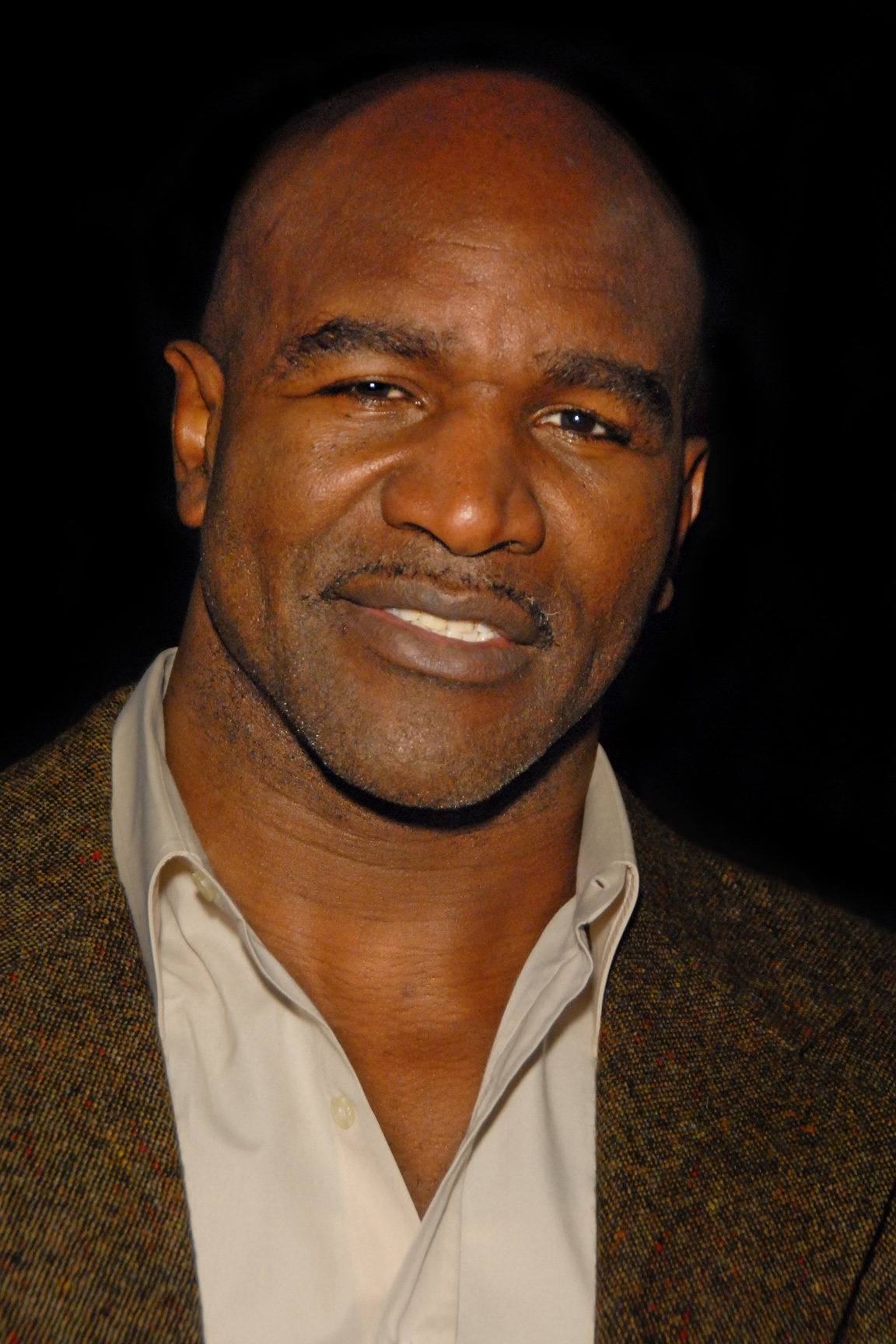
Evander Holyfield (* 1962)

- 1962: Evander Holyfield, US-amerikanischer Boxer
- 1962: Marek Kordowiecki, polnischer Handballspieler und -trainer
- 1962: Guido Winterberg, Schweizer Radrennfahrer
- 1963: Stefan Ulrich, deutscher Journalist und Schriftsteller
- 1964: Márcio Bittencourt, brasilianischer Fußballspieler und -trainer
- 1964: Agnès Jaoui, französische Schauspielerin, Autorin und Regisseurin
- 1964: Webster Slaughter, US-amerikanischer American-Football-Spieler
- 1965: Barbara Philipp, deutsche Schauspielerin
- 1966: Jens Fiedler, deutscher Handballspieler und -trainer
- 1968: Herbert Kickl, österreichischer Politiker, Abgeordneter zum Nationalrat, Bundesminister
- 1969: Teuta Arifi, mazedonische Politikerin
- 1969: Trey Parker, US-amerikanischer Schauspieler, Drehbuchautor, Produzent und Regisseur
- 1969: Dieter Thoma, deutscher Skispringer
- 1970: Caroline Catz, britische Schauspielerin
- 1970: Nouria Mérah-Benida, algerische Leichtathletin, Olympiasiegerin
- 1971: Luzia Ebnöther, Schweizer Curlerin
- 1971: David Wagner, US-amerikanischer Fußballspieler
- 1972: Matt Bayles, US-amerikanischer Musikproduzent und Musiker
- 1972: Stephan Hanke, deutscher Fußballspieler
- 1972: Daniela Knapp, österreichische Kamerafrau
- 1973: Linda Andrews, färöische Gospelsängerin
- 1973: Marion Pinkpank, deutsche Moderatorin und Synchronsprecherin
- 1974: Alexandra von Lieven, deutsche Ägyptologin
- 1973: Joaquin Gage, kanadischer Eishockeyspieler
- 1974: Serginho, brasilianischer Fußballer
- 1974: Silje Torp, norwegische Schauspielerin
- 1974: Wout van Dessel, belgischer DJ, Produzent, Remixer und Songwriter
- 1975: Hilde Gerg, deutsche Skirennläuferin
- 1975: Daniel Wirtz, deutscher Rockmusiker

#### 1976–2000
- 1976: Leopold van Asten, niederländischer Springreiter
- 1976: André Bucher, Schweizer Mittelstreckenläufer
- 1976: Desmond Harrington, US-amerikanischer Schauspieler
- 1977: Jonathan Crow, kanadischer Geiger und Musikpädagoge
- 1977: Jezabel Ohanian, ehemalige deutsche Basketballspielerin
- 1978: Enrique Bernoldi, brasilianischer Automobilrennfahrer
- 1978: Marco Sneck, finnischer Musiker
- 1978: Ruslan Chagayev, usbekischer Boxer
- 1979: Branimir Bajić, bosnisch-herzegowinischer Fußballspieler
- 1979: Chikako Ōgushi, ehemalige japanische Marathonläuferin
- 1980: Katja Herbers, niederländische Schauspielerin
- 1980: Benjamin Salisbury, US-amerikanischer Schauspieler
- 1980: Martin Stadtfeld, deutscher Pianist
- 1981: Heikki Kovalainen, finnischer Automobilrennfahrer
- 1981: Jonathan Santana, paraguayisch-argentinischer Fußballspieler
- 1981: Karoline Schuch, deutsche Schauspielerin
- 1981: Lucas Thwala, südafrikanischer Fußballspieler
- 1982: Chantal Groot, niederländische Schwimmerin
- 1982: Gillian Jacobs, US-amerikanische Schauspielerin und Regisseurin
- 1982: Andreas Matt, ehemaliger österreichischer Freestyle-Skiläufer
- 1983: Wladimir Borissowitsch Gabulow, russischer Fußballspieler
- 1983: Christin Muche, ehemalige deutsche Bahnradsportlerin
- 1984: Elexis Gillette, US-amerikanischer Leichtathlet
- 1985: Ashlyn Harris, US-amerikanische Fußballspielerin
- 1985: Kevin O’Connor, irischer Fußballspieler
- 1986: Brandy Aniston, US-amerikanische Pornodarstellerin
- 1986: Alexis Contin, französischer Eisschnellläufer und Inline-Speedskater
- 1986: Boris Gamanov, deutscher Politiker
- 1986: Stefan Nippes, deutscher Handballspieler
- 1986: Sascha Pfeffer, deutscher Fußballspieler
- 1987: Ufuk Arslan, türkischer Fußballspieler
- 1987: Jenny Bach, deutsche Theater- und Fernsehschauspielerin
- 1987: Dot Rotten, britischer Rapper
- 1988: Maximilian Weiß, deutscher Handballspieler
- 1989: Noh Seon-yeong, südkoreanische Eisschnellläuferin
- 1989: Miroslav Stoch, slowakischer Fußballspieler
- 1990: Niklas Askmyr, schwedischer Snowboarder
- 1990: Emma Coburn, US-amerikanische Hindernisläuferin
- 1991: Morten Dibbert, deutscher Handballspieler
- 1991: Jobina Lahr, deutsche Fußballspielerin
- 1992: Jules Schwadorf, deutscher Fußballspieler
- 1992: Janek Sternberg, deutscher Fußballspieler
- 1992: David Turpel, luxemburgischer Fußballspieler
- 1993: David Schmidt, deutscher Handballspieler
- 1994: Eroll Zejnullahu, deutsch-kosovarischer Fußballspieler
- 1994: Cecilia Santiago, mexikanische Fußballspielerin
- 1994: Kenta Suga, japanischer Schauspieler
- 1995: Lukas Wedl, österreichischer Fußballtorwart
- 1995: Manuela Zinsberger, österreichische Fußballspielerin
- 1996: Jerry St. Juste, niederländischer Fußballspieler
- 1996: Rebecca Šramková, slowakische Tennisspielerin
- 1997: Patricia Dull, US-amerikanisch-philippinische Fußballspielerin
- 1997: José Quiles, spanischer Boxer
- 1998: Manuel Botic, österreichischer Fußballspieler
- 1998: Alina Konieczny, deutsche Schauspielerin
- 1998: Marija Owtschinnikowa,  kasachische Weit- und Dreispringerin
- 1999: Carlotta Truman, deutsche Sängerin und Schauspielerin

### 21. Jahrhundert
- 2001: Leighton Clarkson, englischer Fußballspieler
- 2004: Abilass Jeyarajah, sri-lankisches bei der Flutkatastrophe 2004 von seinen Eltern getrenntes Kind
- 2005: Liu Qingyi, chinesische Breakdancerin

## Gestorben

### Vor dem 16. Jahrhundert

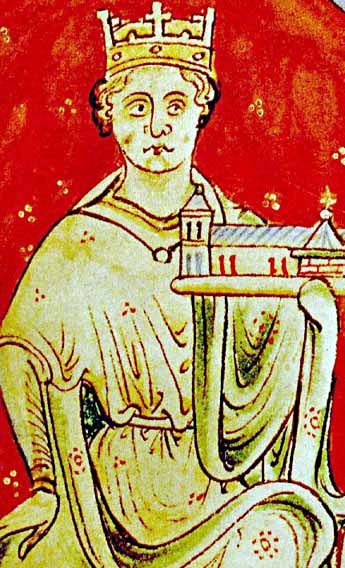
Johann Ohneland († 1216)

- 0735: Frideswide, angelsächsische Nonne und katholische Heilige
- 0864: Laura von Córdoba, Heilige
- 0942: Gozelo, Graf im Ardennengau
- 0993: Konrad III., König von Hochburgund
- 1072: Egino, erster Bischof von Dalby sowie Bischof von Lund
- 1175: Guido von Nevers, Graf von Nevers
- 1176: Hermann I., Graf von Weimar-Orlamünde
- 1216: Johann Ohneland, englischer König
- 1261: Raugraf Heinrich I., südwestdeutscher Adeliger
- 1287: Bohemund VII., Titulargraf von Antiochia, Graf von Tripolis
- 1335: Elisabeth Richza von Polen, böhmische Königin
- 1354: Yusuf I., Emir von Granada
- 1356: Joan de Geneville, englische Adelige
- 1396: Konrad II. von Weinsberg, Erzbischof und Kurfürst von Mainz
- 1401: John Charlton, 4. Baron Charlton, anglo-walisischer Marcher Lord
- 1411: Kuno von Stoffeln, Fürstabt zu St. Gallen
- 1416: Peder Jensen Lodehat, dänischer Bischof
- 1432: John Mowbray, 2. Duke of Norfolk, englischer Adeliger

### 16. bis 18. Jahrhundert
- 1508: Hermann IV. von Hessen, Erzbischof von Köln
- 1547: Perino del Vaga, italienischer Maler und Stuckateur
- 1553: Bonifazio Veronese, italienischer Maler
- 1562: Eggerik Beninga, friesischer Geschichtsschreiber
- 1568: Johann Aurifaber, deutscher Theologe
- 1586: Ignazio Danti, italienischer Mathematiker, Astronom, Kosmologe und Kartograph
- 1587: Franz I., Großherzog der Toskana
- 1594: Johann Agricola Eisleben, Bürgermeister von Berlin
- 1597: Ashikaga Yoshiaki, japanischer Shōgun
- 1608: Martin Anton Delrio, niederländischer Jesuit und Hexentheoretiker
- 1608: Geoffrey Fenton, englischer Staatsmann
- 1609: Jacob Arminius, niederländischer Theologe
- 1617: David Höschel, deutscher Humanist
- 1627: Wei Zhongxian, chinesischer Obereunuch in der Verbotenen Stadt
- 1630: Johann Jakob von Bronckhorst-Batenburg, kaiserlicher Feldherr im Dreißigjährigen Krieg
- 1663: Lucius Gabriel, Schweizer Pfarrer und Bibelübersetzer
- 1669: Michele Pace, italienischer Maler
- 1677: Hans-Jerg Brendlin, genannt Elenhans, aufständischer Bauer im Uracher Amt im Dreißigjährigen Krieg
- 1678: Samuel van Hoogstraten, niederländischer Maler
- 1682: Thomas Browne, englischer Philosoph
- 1686: Johannes Hein, deutscher reformierter Theologe
- 1695: Johann Wilhelm Baier, deutscher evangelischer Theologe
- 1696: Johann von Goëss, Bischof von Gurk
- 1718: Henri d’Harcourt, Marquis de Beuvron et de Thary-Harcourt, Marschall und Pair von Frankreich, bevollmächtigter Gesandter in Spanien
- 1723: Johann Christian Bucke, deutscher lutherischer Theologe
- 1723: Godfrey Kneller, deutscher Porträtmaler und Hofkünstler

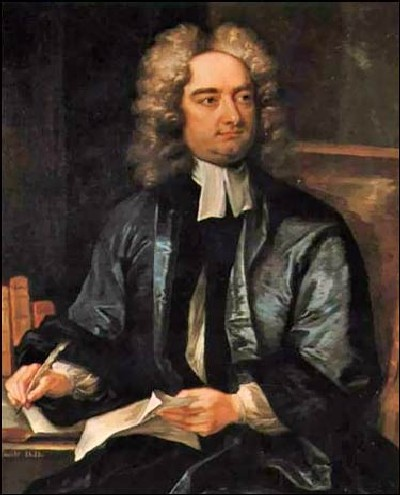
Jonathan Swift († 1745)

- 1730: Paul Anton, deutscher Theologe
- 1739: António José da Silva, portugiesisch-brasilianischer Komödiendichter und Opfer der Inquisition
- 1742: Pedro de Ribera, spanischer Architekt
- 1745: Jonathan Swift, englisch-irischer Schriftsteller und Satiriker
- 1749: William Ged, schottischer Erfinder
- 1753: Erasmus Bielfeldt, deutscher Orgelbauer
- 1753: Christian Rudolf Schmidt, nassauischer Schreiner
- 1755: Gebhard Christian Bastineller, deutscher Rechtswissenschaftler
- 1765: Amalie Sophie von Wallmoden, deutsche Adelige und Mätresse des britischen Königs George II.
- 1768: Agostino Masucci, italienischer Maler
- 1780: Johann Heinrich Roth, deutscher Baumeister
- 1788: Louis Antoine de Gontaut-Biron, Herzog von Biron und von Lauzun, Marschall von Frankreich
- 1790: Lyman Hall, US-amerikanischer Politiker und Unterzeichner der Unabhängigkeitserklärung
- 1796: Johann Friedrich Tiede, deutscher evangelischer Theologe

### 19. Jahrhundert
- 1801: Wolfgang Aigner, bayerischer Benediktiner und Gelehrter
- 1803: Benedict Strauch, deutscher Pädagoge und katholischer Theologe
- 1804: Leopold Westen, deutscher Offizier und Hochschullehrer
- 1809: Johann Kasimir von Auer, preußischer Generalmajor
- 1810: Gabriel de Avilés, spanischer Offizier, Kolonialverwalter, Vizekönig des Rio de la Plata und Vizekönig von Peru
- 1813: Josef Anton Poniatowski, polnisch-französischer General, Marschall von Frankreich
- 1814: Mercy Otis Warren, US-amerikanische Schriftstellerin
- 1821: Friedrich Wilhelm von Aufseß, preußischer Gutsbesitzer und Jurist
- 1827: Carl Friedrich Ernst Aschenborn, preußischer Jurist
- 1828: François-Joseph Talma, französischer Schauspieler
- 1835: Wilhelm Julius Ludwig von Schubert, deutscher Jurist und Regierungsbeamter
- 1843: Louis-Barthélémy Pradher, französischer Pianist, Komponist und Musikpädagoge
- 1845: Clemens August Droste zu Vischering, Erzbischof von Köln
- 1846: Niels Peter Jensen, dänischer Komponist und Flötenvirtuose
- 1851: Marie Thérèse Charlotte de Bourbon, französische Prinzessin und Herzogin von Angoulême
- 1853: Agathe de Rambaud, Gouvernante des französischen Dauphins
- 1856: Said ibn Sultan, Sultan von Maskat, Oman und Sansibar
- 1872: David-François Munier, Schweizer evangelischer Geistlicher und Hochschullehrer
- 1874: Hermann Schwabe, deutscher Statistiker
- 1874: Hippolyte de Fontmichel, französischer Komponist
- 1875: Charles Wheatstone, britischer Physiker
- 1876: Wendelin Haid, katholischer Theologe und Bibliothekar
- 1880: Hermann von Schmid, deutscher Schriftsteller
- 1881: Josef Krejčí, tschechischer Komponist
- 1885: Caspar Butz, deutsch-US-amerikanischer Schriftsteller und Politiker
- 1889: Ludwig I., König von Portugal
- 1889: Joseph Amberger, deutscher Theologe und Geistlicher
- 1894: Felix von Schumacher, Schweizer General
- 1896: Josef Pischna, böhmischer Pianist und Komponist
- 1897: Friedrich Hermann Lütkemüller, deutscher Orgelbauer
- 1900: Carl Wilhelm Julius Appelius, deutscher Jurist

### 20. Jahrhundert

#### 1901–1950
- 1904: Kenneth E. Iverson, kanadischer Mathematiker
- 1906: Karl Pfizer, deutscher Chemiker
- 1907: Anton Kisa, deutsch-böhmischer Kunsthistoriker, Klassischer Archäologe und Museumsdirektor
- 1909: Cesare Lombroso, italienischer Arzt
- 1911: Eugene Burton Ely, US-amerikanischer Flugpionier
- 1912: Marcell Driver, deutscher Jurist und Politiker
- 1912: Julius Maggi, Schweizer Firmengründer und Erfinder der Maggi-Würze, Pionier der industriellen Lebensmittelproduktion
- 1914: Julio Argentino Roca, argentinischer Militär und Präsident
- 1918: Harold Lockwood, US-amerikanischer Schauspieler
- 1918: Josef Weßicken, österreichischer Architekt
- 1921: António Joaquim Granjo, portugiesischer Ministerpräsident
- 1921: Gotthold Gundermann, deutscher Altphilologe
- 1924: Richard Ritter Schubert von Soldern, österreichischer Philosoph
- 1924: Louis Zborowski, britischer Automobilrennfahrer und -ingenieur
- 1926: Martti Rautanen, finnischer evangelischer Missionar
- 1927: Karl Maria Alexander von Auersperg, österreichischer Gutsbesitzer und Politiker
- 1930: August Böhm von Böhmersheim, österreichischer Geograph und Alpinist
- 1931: Georg Engel, deutscher Schriftsteller
- 1932: Arthur Friedheim, russisch-deutscher Pianist und Komponist
- 1934: Johan Joseph Aarts, niederländischer Maler und Grafiker
- 1935: Oda Krohg, norwegische Malerin
- 1937: Ernest Rutherford, britischer Atomphysiker, Nobelpreisträger
- 1940: Erich Bethe, deutscher Altphilologe
- 1940: Umberto Caligaris, italienischer Fußballspieler und -trainer
- 1940: Emilio Comici, italienischer Alpinist und Höhlenforscher
- 1940: Eli Kochański, polnischer Cellist und Musikpädagoge
- 1940: Eugen von Quadt zu Wykradt und Isny, deutscher Politiker
- 1942ː Flora Biach, österreichische Kunsthistorikerin, Holocaustopfer
- 1943: André Antoine, französischer Theaterdirektor

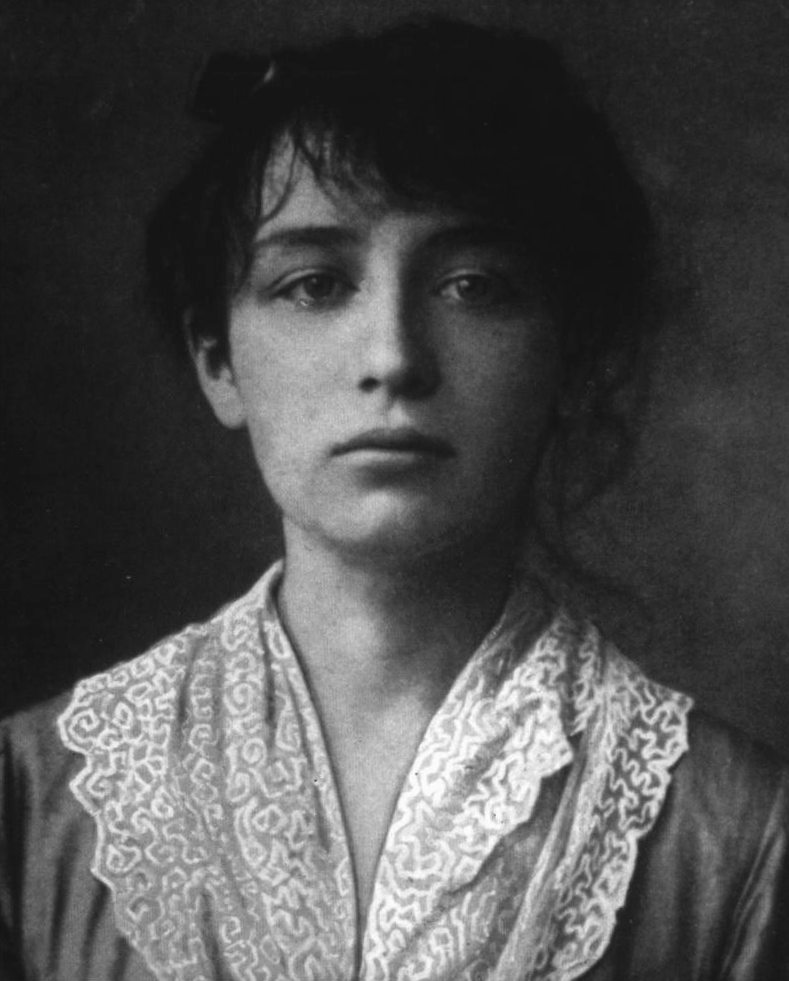
Camille Claudel († 1943)

- 1943: Camille Claudel, französische Bildhauerin und Muse
- 1944: Fritz Ehrler, deutscher Gewerkschaftsfunktionär und Politiker
- 1944: Erich Koch-Weser, deutscher Politiker
- 1945: Calles Elías Plutarco, mexikanischer Politiker und Offizier
- 1947: Ezequiel Plaza, chilenischer Maler
- 1948: Harold James, britischer Bogenschütze
- 1949: Carlo Montù, italienischer Offizier, Flieger, Politiker, Ingenieur, Fußballspieler und Sportfunktionär

#### 1951–2000
- 1951: Gustav Knepper, deutscher Industrieller
- 1952: Jan van der Sluis, niederländischer Fußballspieler
- 1952: Aleksander Wielhorski, polnischer Pianist und Komponist
- 1955: Carlos Dávila Espinoza, chilenischer Politiker, Diplomat und Journalist
- 1955: John Hodiak, US-amerikanischer Schauspieler
- 1957: Vere Gordon Childe, australisch-britischer Archäologe
- 1958: Josef Wintrich, deutscher Jurist, Präsident des Bundesverfassungsgerichts
- 1959: Stanley Bate, britischer Komponist
- 1960: Günter Raphael, deutscher Komponist
- 1960: George Stevenson Wallace, australischer Komiker und Schauspieler
- 1961: John Fernström, schwedischer Komponist und Dirigent
- 1961: Werner Jaeger, deutscher Altphilologe
- 1965: Jakob Strebel, Schweizer Jurist und Politiker
- 1968ː Ella Ensink, deutsche Filmeditorin
- 1969: William Longworth, australischer Schwimmer
- 1970: Lázaro Cárdenas del Río, mexikanischer Politiker, Staatspräsident
- 1970: Fritz Jöde, deutscher Musikpädagoge
- 1970: Conrad Olsen, norwegischer Ruderer
- 1972: Marie-Louise Dubreil-Jacotin, französische Mathematikerin
- 1972: Said ibn Taimur, Sultan von Maskat und Oman
- 1973: Margaret Anderson, US-amerikanische Schriftstellerin
- 1975: Jossyp Bokschaj, ukrainischer Maler
- 1978: Paul Buchner, deutscher Zoologe
- 1979: Marjorie Lee Browne, US-amerikanische Mathematikerin, eine der ersten beiden afroamerikanischen Frauen, die in Mathematik promovierten
- 1979: Richard Friedenthal, deutscher Schriftsteller
- 1981: Wilhelm Auerswald, österreichischer Physiologe und Hochschullehrer
- 1983: Maurice Bishop, Premierminister Grenadas
- 1984: Henri Michaux, französischer Schriftsteller und Maler
- 1984: Eugene „Buddy“ Moss, US-amerikanischer Blues-Musiker
- 1984: Jerzy Popiełuszko, polnischer Geistlicher
- 1985: Jean Mineur, französischer Filmproduzent und -Regisseur
- 1986: Moses Asch, US-amerikanischer Plattenproduzent
- 1986: Alfred Bauer, deutscher Jurist und Filmhistoriker, Leiter der Berlinale
- 1986: Lotte Denkhaus, deutsche Schriftstellerin und Kirchenlieddichterin
- 1986: Samora Moises Machel, mosambikanischer Politiker, Staatspräsident
- 1987: Hermann Lang, deutscher Motorrad- und Automobilrennfahrer
- 1987: Jacqueline du Pré, britische Cellistin
- 1988: Wolfgang Kummer, deutscher Bobfahrer
- 1991: Aurelius Maria Arkenau, deutscher Dominikanerpater
- 1991: Walter Gericke, deutscher Offizier und Bundeswehrgeneral
- 1991: Henry Holst, dänischer Geiger und Musikpädagoge
- 1992: Arthur Wint, jamaikanischer Leichtathlet, Olympiasieger
- 1992: Volkmar Gross, deutscher Künstler
- 1994: Ray Birdwhistell, US-amerikanischer Ethnologe und Linguist
- 1994: Dominik Jost, Schweizer Germanist, Hochschullehrer und Herausgeber
- 1994: Svend Erik Tarp, dänischer Komponist
- 1995: Don Cherry, US-amerikanischer Free-Jazz-Musiker
- 1995: George Little, kanadischer Musikpädagoge, Chordirigent und Organist
- 1995: Charilaos Perpessas, griechischer Komponist
- 1995: Jürgen Wohlrabe, deutscher Politiker, MdL, Präsident des Berliner Abgeordnetenhauses, MdB
- 1996: Josef Becker, deutscher Politiker, MdB
- 1997: Francisco Guerrero Marín, spanischer Komponist
- 1999: Auður Auðuns, isländische Rechtsanwältin und Politikerin
- 1999: Ottfried Hennig, deutscher Politiker, MdL, MdB und parl. Staatssekretär
- 1999: Nathalie Sarraute, französische Schriftstellerin und Juristin

### 21. Jahrhundert
- 2002: Hans Jürgen Press, deutscher Schriftsteller und Zeichner
- 2003: Guido Bachmann, Schweizer Schriftsteller
- 2003: Michael Hegstrand, US-amerikanischer Wrestler

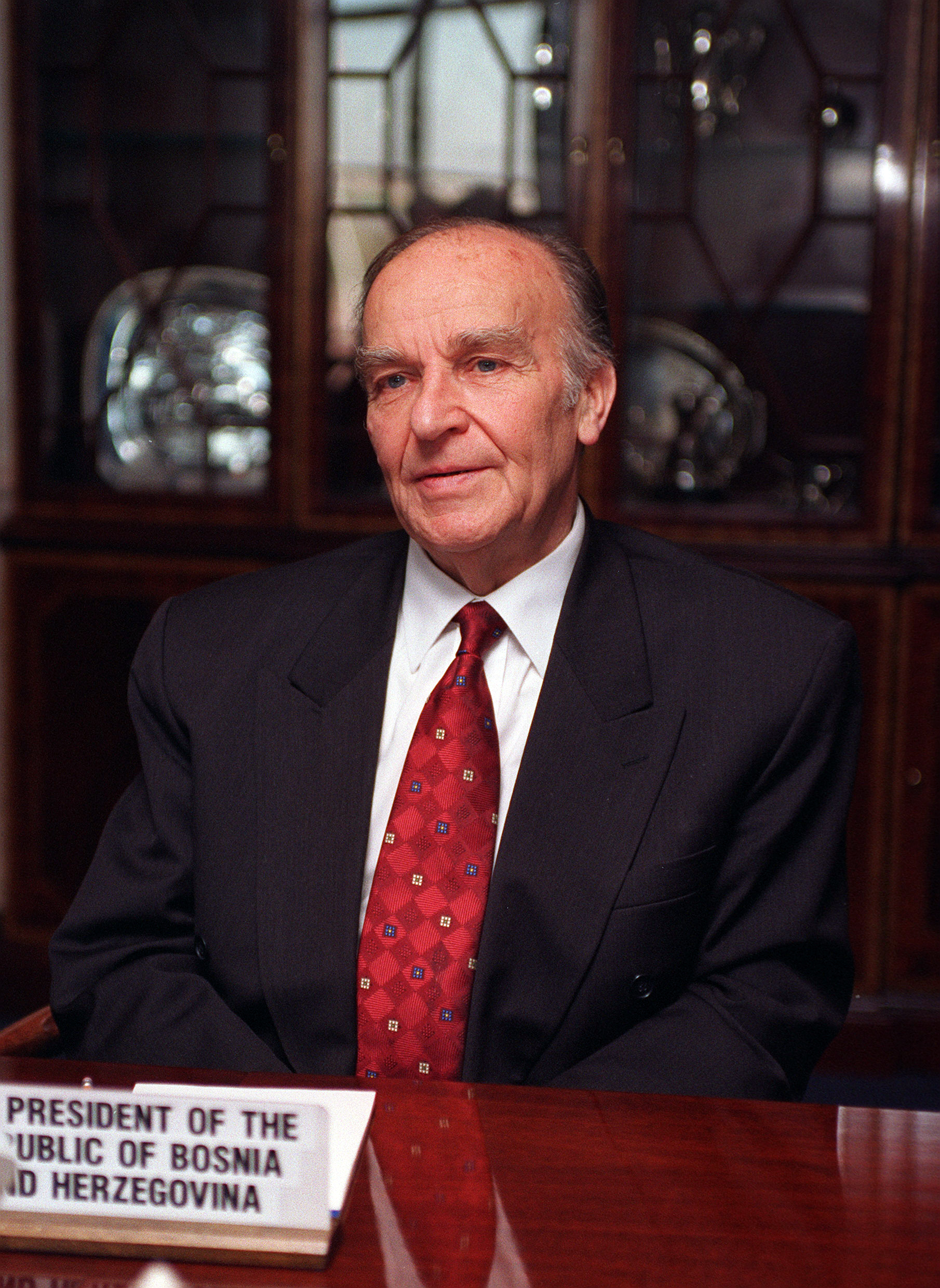
Alija Izetbegović († 2003)

- 2003: Alija Izetbegović, bosnischer Politiker und islamischer Aktivist, Präsident der Republik Bosnien und Herzegowina
- 2003: Nello Pagani, italienischer Motorrad- und Automobilrennfahrer
- 2004: Fritz Leese, deutscher Puppenspieler und Figurentheaterleiter
- 2004: Paul Nitze, US-amerikanischer Abrüstungsexperte
- 2007: Winifred Alice Asprey, US-amerikanische Mathematikerin und Informatikerin
- 2008: Richard Blackwell, US-amerikanischer Stilkritiker
- 2008: Harold Sanford Kant, US-amerikanischer Showgeschäftsanwalt
- 2009: Joseph Wiseman, kanadischer Schauspieler
- 2010: Bino, italienischer Sänger
- 2010: Bärbel von Borries-Pusback, deutsche Sozialwissenschaftlerin
- 2010: Tom Bosley, US-amerikanischer Schauspieler
- 2010: Heinz Giese, deutscher Schauspieler und Synchronsprecher
- 2011: Jean Jülich, deutscher Widerstandskämpfer (Edelweißpiraten), Gerechter unter den Völkern
- 2012: Käthe Reichel, deutsche Schauspielerin und Friedensaktivistin
- 2014: Horst Arndt, deutscher Ruderer
- 2014: Bernard Bartelink, niederländischer Organist, Komponist und Hochschullehrer
- 2015: Paul Herrmann, deutscher Politiker
- 2016: Wolfgang Throll, deutscher Politiker
- 2017: Umberto Lenzi, italienischer Filmregisseur und Autor
- 2018: Rolf Richter, deutscher Germanist und Hochschullehrer
- 2018: Osamu Shimomura, japanischer Biochemiker und Nobelpreisträger
- 2019: Erhard Eppler, deutscher Politiker
- 2019: Lotte Tobisch, österreichische Schauspielerin
- 2020: Walter Bardgett, bermudischer Schwimmer
- 2020: Horst Beseler, deutscher Schriftsteller
- 2020: Spencer Davis, britischer Rockmusiker
- 2021: Hanuš Domanský, slowakischer Komponist
- 2022: Dália Sammer, portugiesische Turnerin
- 2022: Charley Trippi, US-amerikanischer American-Football-Spieler
- 2022: Philip Waruinge, kenianischer Boxer
- 2023: Anfissa Anatoljewna Reszowa, russische Skilangläuferin und Biathletin
- 2023: Heidi Senger-Weiss, österreichische Logistikunternehmerin
- 2024ː Thelma Mothershed Wair, US-amerikanische Aktivistin
- 2024ː Brunilde Sismondo Ridgway, US-amerikanische Klassische Archäologin

## Feier- und Gedenktage
- Kirchliche Gedenktage
  - Johann Ludwig Schneller, deutscher Missionar und Pädagoge (evangelisch)
  - Hl. Paul vom Kreuz, italienischer Mystiker und Ordensgründer (katholisch)
  - Hl. Laura von Córdoba, Äbtissin im Kloster S. Maria de Cuteclara (Katholisch)
  - Hl. Jean de Brébeuf (1593–1649), Isaak Jogues (1607–1646) und Gefährten, Märtyrer in Nordamerika

- Namenstage
  - Frieda, Paul, Michaela (Tschechien)

Weitere Einträge enthält die Liste von Gedenk- und Aktionstagen.